# Manosque
Manosque est une commune française, située dans le département des Alpes-de-Haute-Provence, en région Provence-Alpes-Côte d'Azur. Les habitants de Manosque s'appellent les Manosquins,. Manosque est la ville la plus peuplée des Alpes-de-Haute-Provence avec 22 926 habitants en 2021.

## Géographie

Représentations cartographiques de la commune
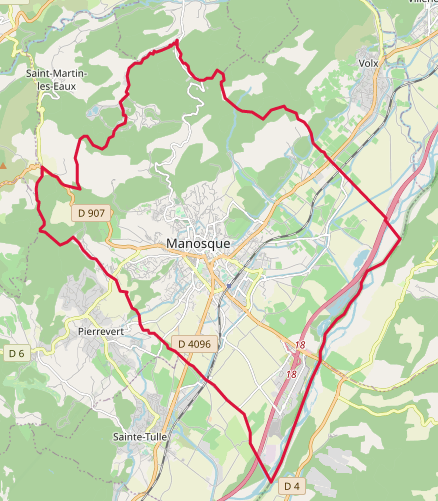
Carte OpenStreetMap.
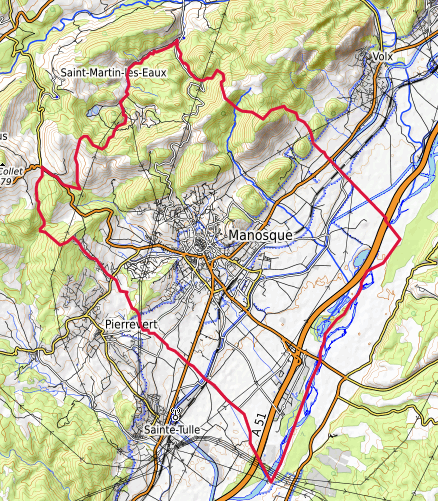
Carte topographique.

## Localisation

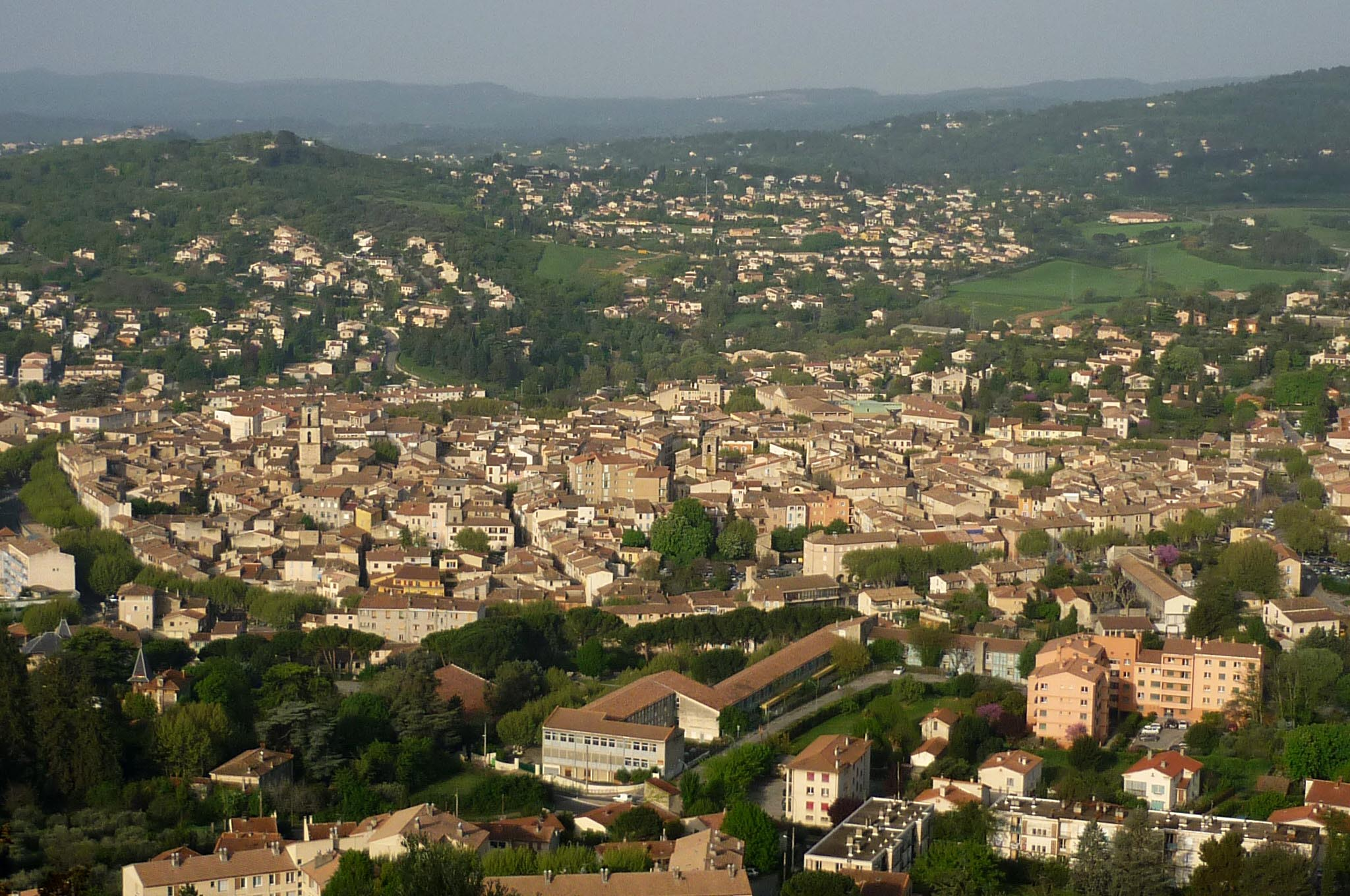
Vue du centre-ville depuis le mont d’Or.

Manosque est bâtie sur un contrefort des collines du Luberon oriental, dont certaines dépassent 700 mètres d’altitude, au-dessus de la plaine alluviale de la Durance. Le centre-ville est dominé par le Mont d’Or au nord-est et par la colline de Toutes-Aures au sud-ouest. Plusieurs axes de communication majeurs passent à proximité : l'autoroute A51, la route départementale 4096 (ancienne nationale 96), la ligne de chemin de fer de Lyon-Perrache à Marseille-Saint-Charles (via Grenoble).
La ville se situe à environ 20 km de Forcalquier et d'Oraison, et à environ 55 km de Digne-les-Bains et de Sisteron. Les grandes villes les plus proches sont Avignon (à l’ouest), Aix-en-Provence et Marseille (au sud). Le centre-ville est à environ 380 mètres d’altitude, la gare SNCF et la zone d’activités attenante à environ 330 mètres.
On peut accéder à la ville par Sainte-Tulle (au sud) et Volx (au nord-est) par la route départementale 4096, Pierrevert (au sud-ouest), par la route départementale 6, Montfuron (au sud-ouest) par la route départementale 907, Dauphin (au nord) par la route départementale 5 et Valensole (au sud-est) par la route départementale 907.

## Carte et communes voisines

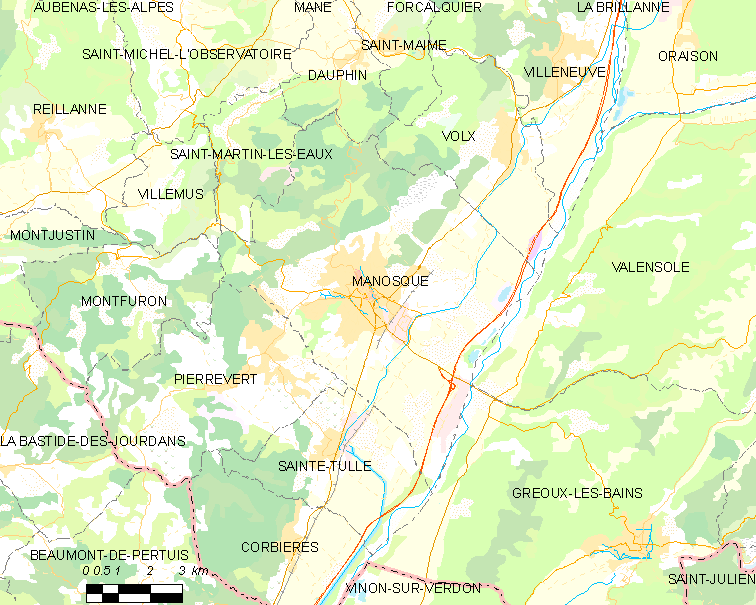
Manosque et les communes voisines (Cliquez sur la carte pour accéder à une grande carte avec la légende).

## Communes limitrophes
Les communes limitrophes sont Dauphin, Gréoux-les-Bains, Montfuron, Pierrevert, Saint-Martin-les-Eaux, Sainte-Tulle, Valensole, Villemus et Volx.

## Géologie
Le territoire se situe au nord-ouest de la faille de la Durance, au sein du plateau de Manosque-Forcalquier. La commune fait partie du périmètre de la réserve naturelle géologique du Luberon, en raison de la proximité de sites fossilifères exceptionnels.

## Hydrographie

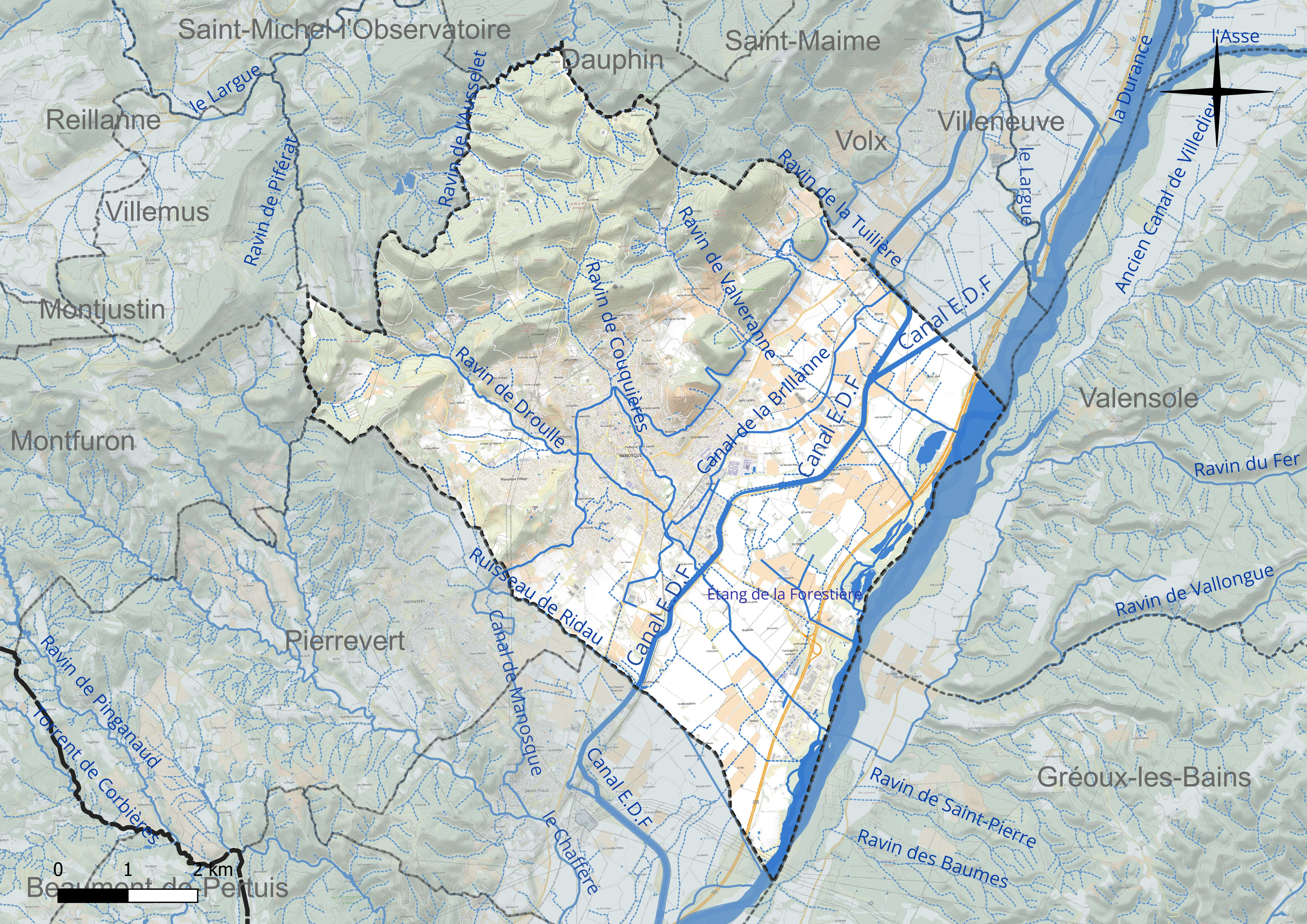
Réseau hydrographique de Manosque.

Manosque est arrosée par la Durance, et plusieurs de ses affluents :
- la ravine de Drouille (code SANDRE : X1600560) ;
- la ravine de Valveranne (code SANDRE : X1600520) ;
- le ruisseau de Ridau (code SANDRE : X1600580) ;
- la ravine de l'Ausselet (code SANDRE : X1500680) ;
- la ravine de Couquières (code SANDRE : X1601200) ;
- la ravine de la Tuilière (code SANDRE : X1601000).

## Climat
Pour des articles plus généraux, voir Climat de Provence-Alpes-Côte d'Azur et Climat des Alpes-de-Haute-Provence.
En 2010, le climat de la commune est de type climat méditerranéen franc, selon une étude du Centre national de la recherche scientifique s'appuyant sur une série de données couvrant la période 1971-2000. En 2020, Météo-France publie une typologie des climats de la France métropolitaine, d'après laquelle la commune est dans une zone de transition entre le climat de montagne et le climat méditerranéen. Elle est dans la région climatique Provence, Languedoc-Roussillon, caractérisée par une pluviométrie faible en été, un très bon ensoleillement (2 600 h/an), un été chaud (21,5 °C), un air très sec en été, sec en toutes saisons, des vents forts (fréquence de 40 à 50 % de vents > 5 m/s) et peu de brouillards.
Durant la période 1971-2000, la température annuelle moyenne est de 13 °C, avec une amplitude thermique annuelle de 17 °C. Le cumul annuel moyen de précipitations est de 752 mm, avec 5,9 jours de précipitations en janvier et 3,2 jours en juillet. Pour la période 1991-2020, la température moyenne annuelle observée sur la station météorologique de Météo-France la plus proche, « Dauphin », sur la commune de Dauphin à 7 km à vol d'oiseau, est de 12,6 °C et le cumul annuel moyen de précipitations est de 693,2 mm. 
La température maximale relevée sur cette station est de 42,1 °C, atteinte le 28 juin 2019 ; la température minimale est de −16,4 °C, atteinte le 7 février 2012,,.
| Mois                                  | jan.           | fév.           | mars           | avril         | mai           | juin          | jui.          | août         | sep.          | oct.          | nov.           | déc.           | année      |
| ------------------------------------- | -------------- | -------------- | -------------- | ------------- | ------------- | ------------- | ------------- | ------------ | ------------- | ------------- | -------------- | -------------- | ---------- |
| Température minimale moyenne (°C)     | −1,5           | −1,6           | 1              | 4,3           | 7,5           | 11,4          | 13,3          | 12,8         | 9,7           | 6,6           | 2,4            | −1             | 5,4        |
| Température moyenne (°C)              | 4,3            | 4,9            | 8              | 11,5          | 15            | 19,5          | 22,1          | 21,6         | 17,8          | 13,5          | 8,4            | 4,8            | 12,6       |
| Température maximale moyenne (°C)     | 10,2           | 11,5           | 15,1           | 18,7          | 22,5          | 27,6          | 30,9          | 30,4         | 25,8          | 20,3          | 14,4           | 10,6           | 19,8       |
| Record de froid (°C) date du record   | −12,4 30.01.05 | −16,4 07.02.12 | −12,6 02.03.05 | −6,1 08.04.21 | −1,3 06.05.19 | 1,3 03.06.06  | 6,6 31.07.15  | 3,9 31.08.10 | −1,4 27.09.20 | −5,9 22.10.07 | −10,3 17.11.07 | −13,3 18.12.10 | −16,4 2012 |
| Record de chaleur (°C) date du record | 23,9 28.01.08  | 23,9 28.02.19  | 25,1 17.03.14  | 28,3 09.04.11 | 33,4 23.05.07 | 42,1 28.06.19 | 37,8 17.07.05 | 40 23.08.23  | 34,3 04.09.16 | 30,7 08.10.23 | 23,5 14.11.23  | 21,4 31.12.21  | 42,1 2019  |
| Précipitations (mm)                   | 50,5           | 43,2           | 51             | 62,7          | 54,6          | 44,4          | 26            | 33,6         | 47,8          | 97,6          | 101,6          | 80,2           | 693,2      |

| Diagramme climatique                                  |              |         |             |             |              |            |              |             |             |              |            |
| J                                                     | F            | M       | A           | M           | J            | J          | A            | S           | O           | N            | D          |
| 10,2−1,550,5                                          | 11,5−1,643,2 | 15,1151 | 18,74,362,7 | 22,57,554,6 | 27,611,444,4 | 30,913,326 | 30,412,833,6 | 25,89,747,8 | 20,36,697,6 | 14,42,4101,6 | 10,6−180,2 |
| Moyennes : • Temp. maxi et mini °C • Précipitation mm |              |         |             |             |              |            |              |             |             |              |            |

Les paramètres climatiques de la commune ont été estimés pour le milieu du siècle (2041-2070) selon différents scénarios d'émission de gaz à effet de serre à partir des nouvelles projections climatiques de référence DRIAS-2020. Ils sont consultables sur un site dédié publié par Météo-France en novembre 2022.

## Voies de communication et transports
Transport en Provence-Alpes-Côte d'Azur

### Réseau routier
Manosque est située sur l'ancienne RN 96 (l'actuelle RD 4096), qui relie Château-Arnoux-Saint-Auban à Aubagne, et sur l'ancienne RN 207 (l'actuelle RD 907), qui relie Les Granons (commune de Reillanne) à Châteauredon.
Manosque est à 3 kilomètres de la bretelle autoroutière de Manosque (sortie 18) située sur l'autoroute A51 qui assure une communication rapide vers le sud en direction d'Aix-en-Provence et de Marseille, et vers le nord en direction de Gap et de Sisteron.
Les accès secondaires sont assurés par la RD 5 au nord, qui rejoint Dauphin et par la RD 6 à l'ouest qui rejoint Pierrevert.

### Services autocars

#### Lignes intercommunales

Logo du réseau Trans'Agglo

##### Lignes urbaines
Depuis le 7 juillet 2019, le service Manobus institué en 2010 et précédemment gratuit est réuni avec les autres lignes Trans'Agglo de la DLVA. Le circuit est réduit et certains arrêts sont supprimés. Les tarifs varient d'un ticket unitaire à 1,5 € à des Pass Annuels, tout comme des Pass Annuels réduits et scolaires, de 30 € à 15 € par an. Le circuit couvre tous les secteurs de la commune, y compris les nouveaux quartiers (le centre hospitalier Louis-Raffalli et l'École internationale) et les zones d'activités de Saint-Joseph et de Saint-Maurice. Les quatre lignes qui desservent la ville sont assurées du lundi au samedi, de 7 h 0 à 19 h 0.
Une attention particulière est portée aux personnes handicapées avec le service de transport à la demande « Manobus Plus » qui vient chercher à domicile et sur demande les personnes handicapées. Les bus réguliers sont équipés d'une plateforme facilitant l'accès en fauteuil roulant
| Ligne | Parcours                                                  |
| ----- | --------------------------------------------------------- |
| 111   | La Rochette ↔ Prés Combaux                                |
| 112   | La Thomassine ↔ Gare SNCF                                 |
| 113   | Camping / Grands-Prés ↔ Hôpital Louis Raffalli / Vannades |
| 114   | Villette ↔ Hôpital Louis Raffalli / Technoparc            |

##### Lignes inter-urbaines
La ville est aussi reliée par 8 lignes intercommunales, réseau Trans'Agglo :
| Ligne | Parcours                                                                            |
| ----- | ----------------------------------------------------------------------------------- |
| 120   | Oraison ↔ La Brillanne ↔ Villeneuve ↔ Volx ↔ Manosque                               |
| 123   | Corbières-en-Provence ↔ Sainte-Tulle ↔ Manosque                                     |
| 124   | Pierrevert ↔ Manosque                                                               |
| 127   | Montfuron ↔ Manosque (Transport à la demande)                                       |
| 131   | Gréoux-les-Bains ↔ Vinon-sur-Verdon ↔ Manosque                                      |
| 132   | Riez ↔ Gréoux-les-Bains ↔ Manosque                                                  |
| 133   | Valensole ↔ Manosque                                                                |
| 136   | Manosque ↔ Gréoux-les-Bains ↔ Saint-Martin-de-Brômes ↔ Esparron-de-Verdon ↔ Quinson |

#### Lignes régionales, réseauZou!

Logo du réseau Zou !

Manosque est desservie par :
- 4 lignes EXPRESS :

| Ligne | Tracé                                                                                 |
| ----- | ------------------------------------------------------------------------------------- |
| 65    | Marseille ↔ Manosque ↔ Forcalquier                                                    |
| 66    | Aéroport Marseille-Provence ↔ Gare d'Aix-en-Provence TGV ↔ Manosque ↔ Digne-les-Bains |
| 68    | Marseille ↔ Manosque ↔ Digne-les-Bains ↔ Barcelonnette                                |
| 69    | Marseille ↔ Manosque ↔ Sisteron ↔ Gap ↔ Briançon                                      |

- 5 lignes de PROXIMITÉ :

| Ligne | Tracé                                          |
| ----- | ---------------------------------------------- |
| 460   | Reillanne - Manosque                           |
| 470   | Banon - Saint-Michel-l'Observatoire - Manosque |
| 480   | Forcalquier - Manosque                         |
| 483   | Digne-les-Bains - Manosque                     |
| 810   | La Verdière - Vinon-sur-Verdon - Manosque      |

### Transports ferroviaires

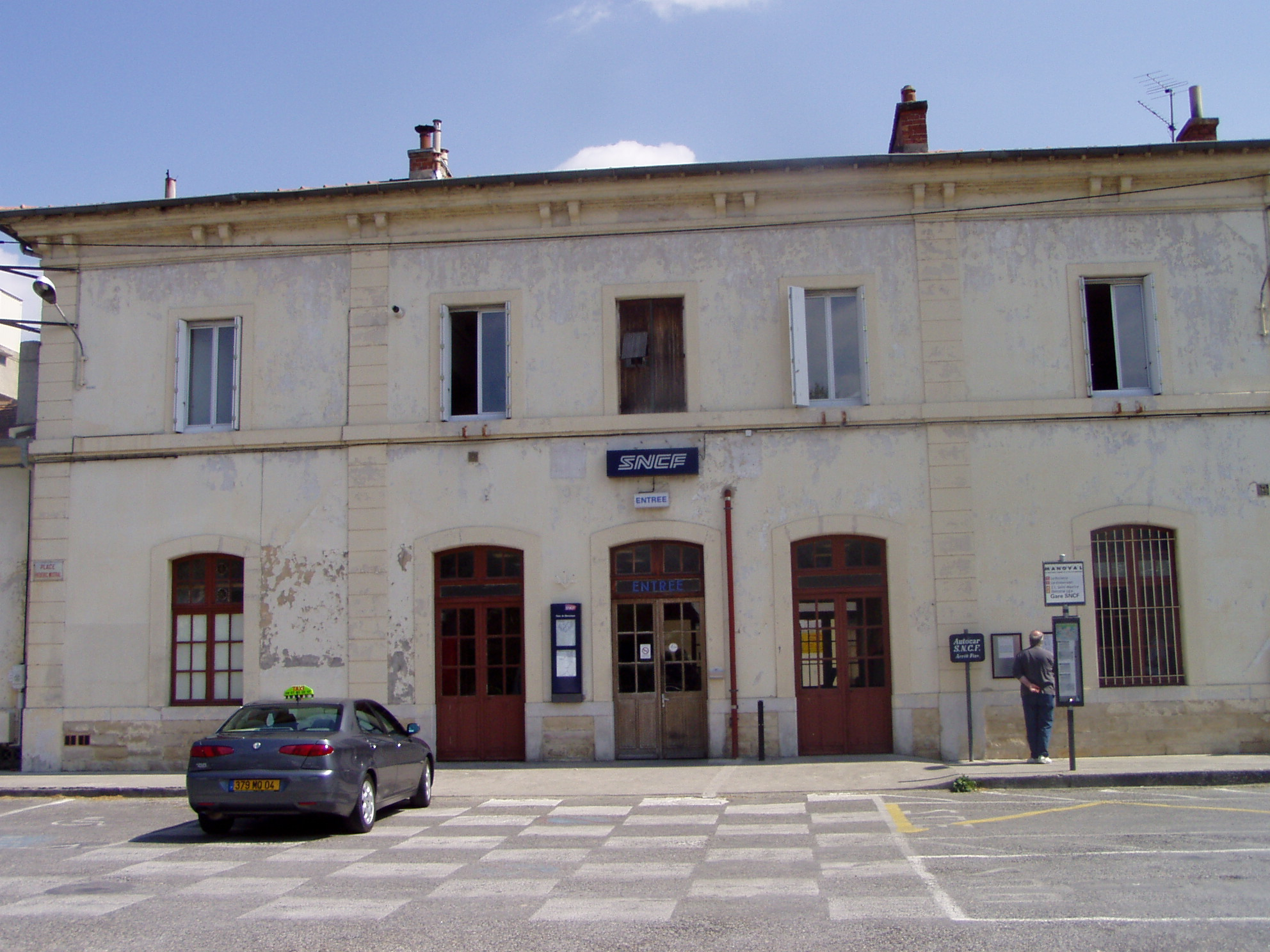
Gare SNCF de Manosque - Gréoux-les-Bains

La commune est dotée d'une gare SNCF, celle de Manosque-Gréoux-les-Bains, desservie par les TER de la ligne de Lyon-Perrache à Marseille-Saint-Charles (via Grenoble).
| Ligne | Tracé                                                                         |
| ----- | ----------------------------------------------------------------------------- |
| 13    | Marseille-St-Charles - Aix-en-Provence - Manosque - Sisteron - Gap - Briançon |

La gare TGV la plus proche de Manosque est celle d'Aix-en-Provence TGV, accessible grâce aux navettes Zou ! 66 Forcalquier/Sisteron/Digne-les-Bains ↔ Manosque ↔ Gare d'Aix-en-Provence TGV ↔ Aéroport Marseille-Provence.

### Transports aériens
En fonction des destinations, plusieurs aéroports (cf. tableau ci-contre).

### Autres voies de communication
La commune est traversée par le sentier de grande randonnée GR 4.

## Urbanisme

### Typologie
Au 1er janvier 2024, Manosque est catégorisée centre urbain intermédiaire, selon la nouvelle grille communale de densité à 7 niveaux définie par l'Insee en 2022.
Elle appartient à l'unité urbaine de Manosque, une agglomération intra-départementale dont elle est ville-centre,. Par ailleurs la commune fait partie de l'aire d'attraction de Manosque, dont elle est la commune-centre,. Cette aire, qui regroupe 30 communes, est catégorisée dans les aires de 50 000 à moins de 200 000 habitants,.

### Occupation des sols
Le tableau ci-dessous présente l'occupation des sols de la commune en 2018, telle qu'elle ressort de la base de données européenne d’occupation biophysique des sols Corine Land Cover (CLC).
| Type d’occupation                                                                | Pourcentage | Superficie (en hectares) |
| -------------------------------------------------------------------------------- | ----------- | ------------------------ |
| Tissu urbain continu                                                             | 0,5 %       | 29                       |
| Tissu urbain discontinu                                                          | 13,0 %      | 735                      |
| Zones industrielles ou commerciales et installations publiques                   | 6,1 %       | 347                      |
| Équipements sportifs et de loisirs                                               | 0,9 %       | 50                       |
| Terres arables hors périmètres d'irrigation                                      | 23,0 %      | 1304                     |
| Vignobles                                                                        | 0,4 %       | 20                       |
| Vergers et petits fruits                                                         | 7,1 %       | 400                      |
| Oliveraies                                                                       | 0,4 %       | 20                       |
| Systèmes culturaux et parcellaires complexes                                     | 11,7 %      | 662                      |
| Zones essentiellement agricoles interrompues par des espaces naturels importants | 2,3 %       | 130                      |
| Forêts de feuillus                                                               | 3,3 %       | 184                      |
| Forêts de conifères                                                              | 9,8 %       | 556                      |
| Forêts mélangées                                                                 | 11,4 %      | 647                      |
| Landes et broussailles                                                           | 0,7 %       | 42                       |
| Végétation sclérophylle                                                          | 1,4 %       | 79                       |
| Forêt et végétation arbustive en mutation                                        | 6,0 %       | 341                      |
| Plages, dunes et sable                                                           | 2,0 %       | 114                      |
| Source : Corine Land Cover                                                       |             |                          |

Les territoires agricoles occupent 49,9 % de la surface communale contre 24,5 % pour les forêts, 13,5 % pour les zones urbanisées et 6,1 % pour les zones industrielles et commerciales. Les zones urbanisées n'occupaient que 9,8 % de la surface communale en 1990 et les zones industrielles ou commerciales que 2,3%. Les territoires artificialisés ne cessent de gagner du terrain.

### Morphologie urbaine
La vieille ville, entourée de boulevards qui la séparent nettement du reste de l’agglomération, est bâtie sur une colline entre le vallon de Drouille (sud-ouest) et celui des Couquières (nord-est). Les anciens faubourgs bâtis autour du centre ancien sont peu étendus et dépassent à peine les deux vallons.
Le lycée des Iscles et la salle des fêtes Osco Manosco sont construites sur l'ancien crassier de la mine.

Quartiers de Manosque
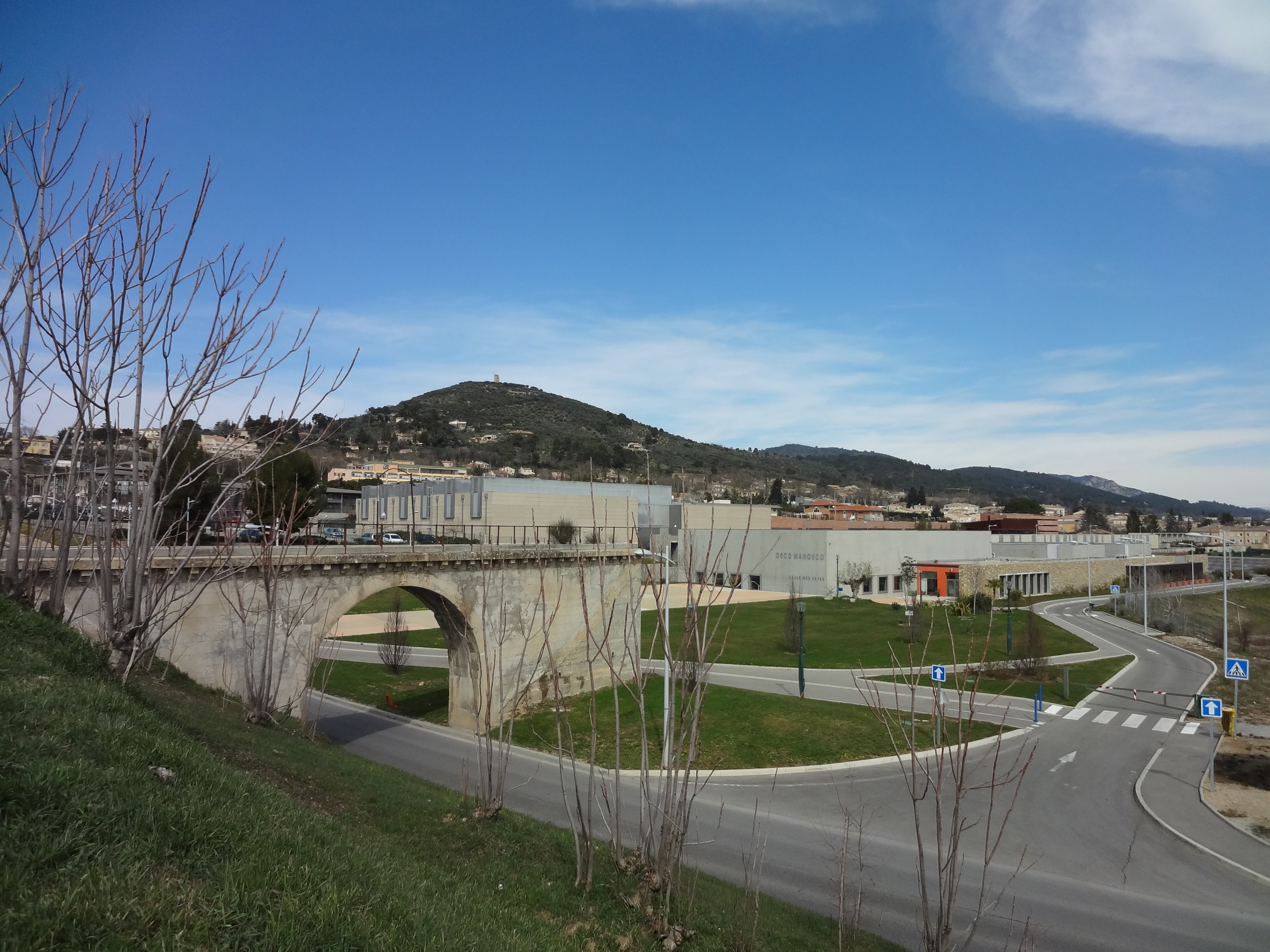
L'un des nouveaux quartiers de Manosque : Bellevue, avec la salle de spectacles Osco Manosco.
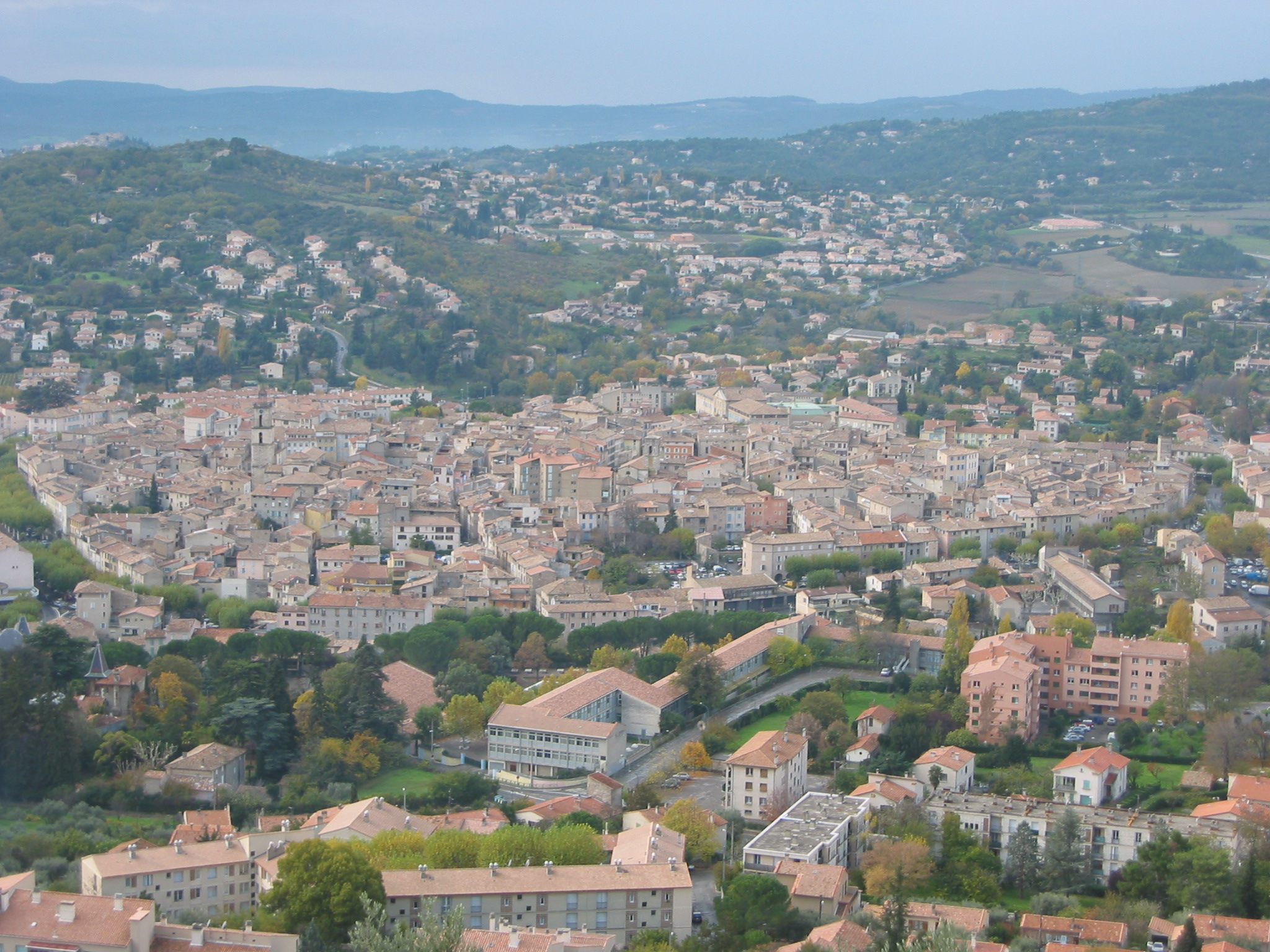
Le vieux centre densément construit et les nouveaux quartiers résidentiels.

De nombreux petits commerces et services administratifs sont implantés en centre-ville, mais celui-ci reste essentiellement résidentiel.
Autour du centre se sont construits les quartiers récents durant l’explosion démographique de la ville, dans les années 1950–1960 (triplement de la population). Une urbanisation de plus en plus diffuse gagne les collines et la plaine alluviale. Les zones industrielles et commerciales sont toutes situées dans la plaine de la Durance, tandis que de plus en plus de maisons sont construites sur les flancs des collines, quelquefois en terrain boisé. Ce qui implique une grande vulnérabilité en cas d’incendie de forêt, notamment pas loin du quartier résidentiel de la Pinède en 2005, ou au quartier de la Thomassine, mis en danger par des coulées de boue survenues après un incendie.

Les ronds-points de la ville sont ornés d'après des thèmes propres à l'histoire de la ville.
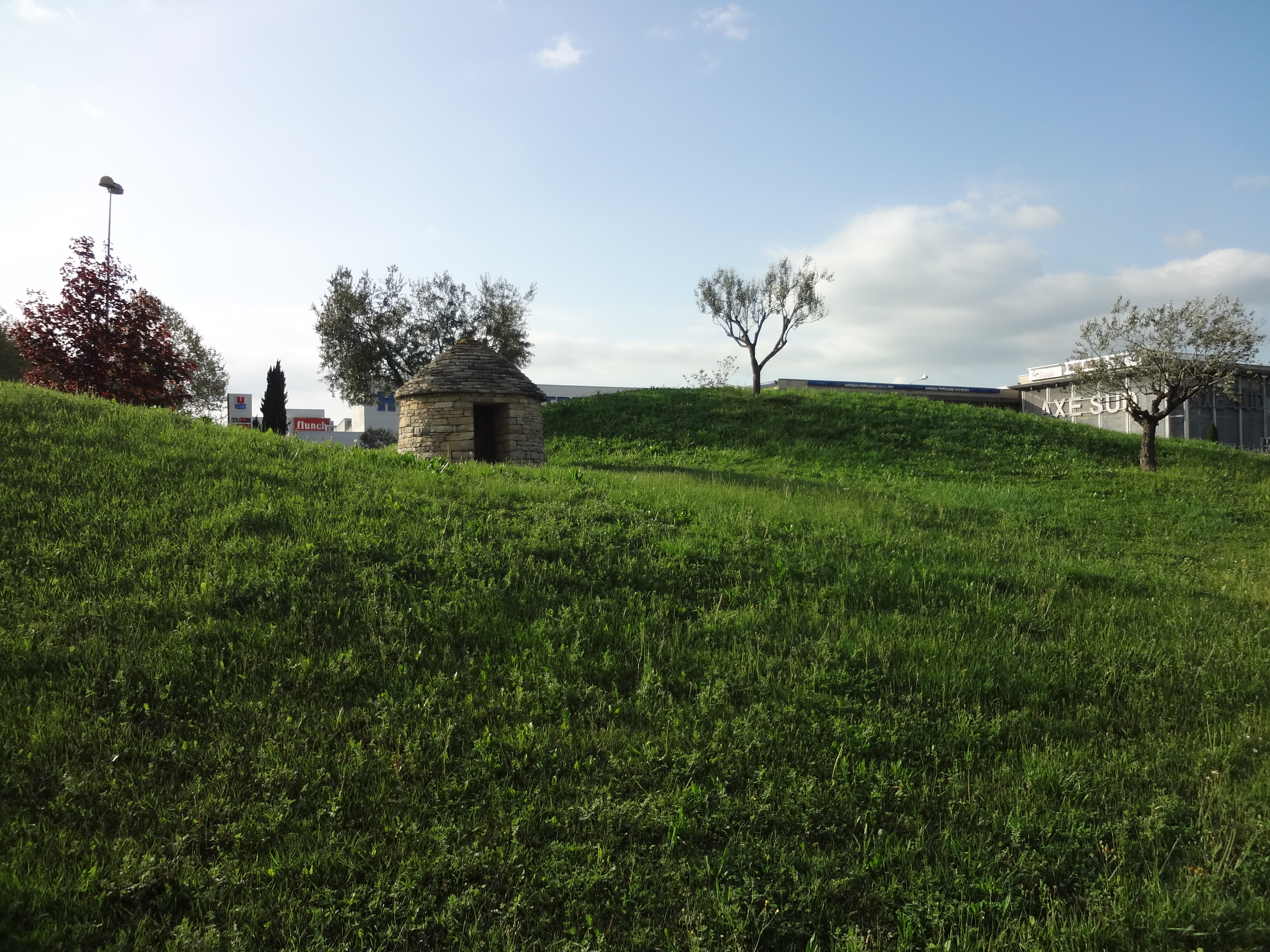
Sur le rond-point débutant l’avenue à l’entrée est de la ville : une borie.
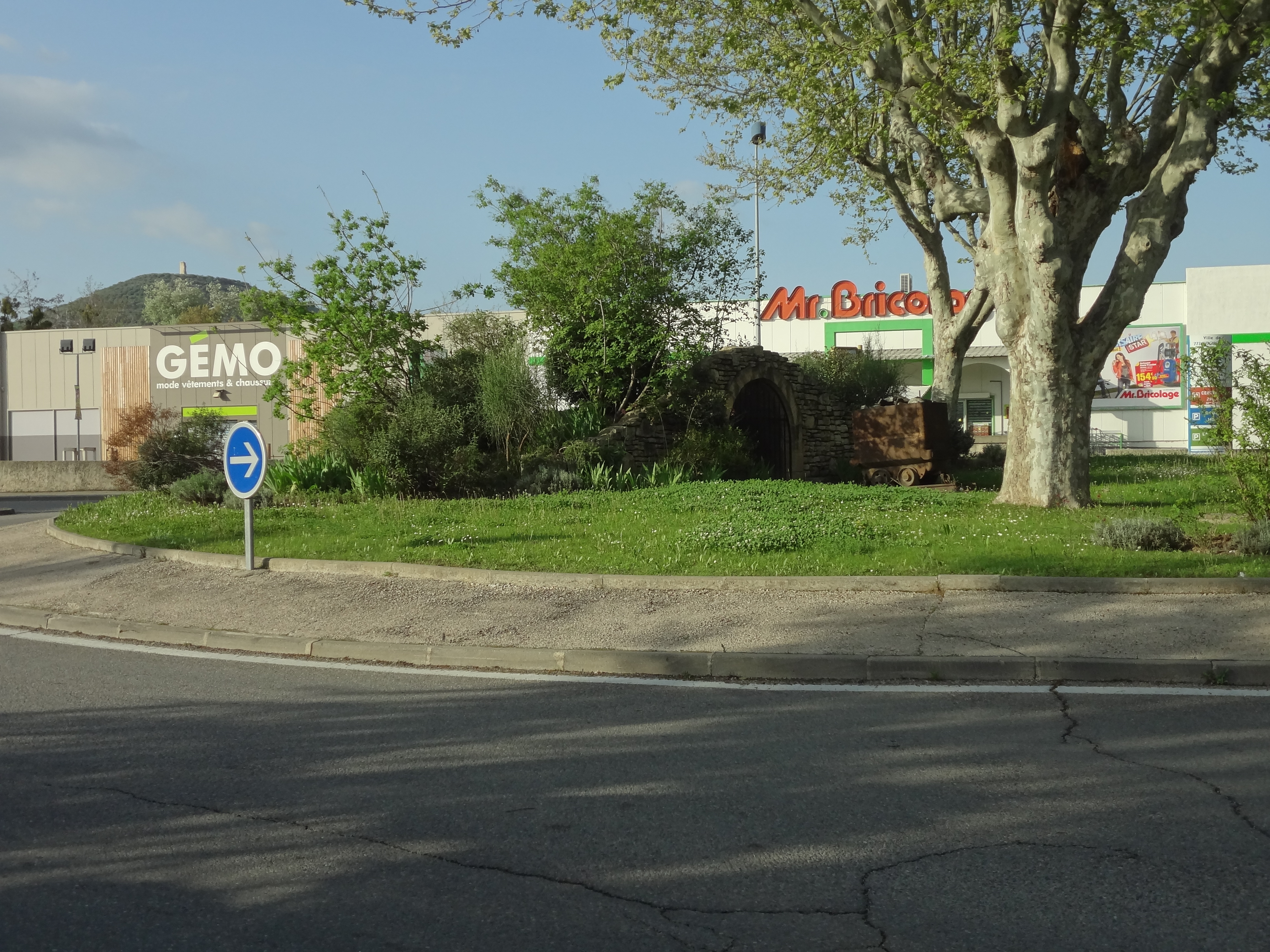
Un peu plus loin sur la même avenue, un wagonnet rappelle le passé minier de la ville.
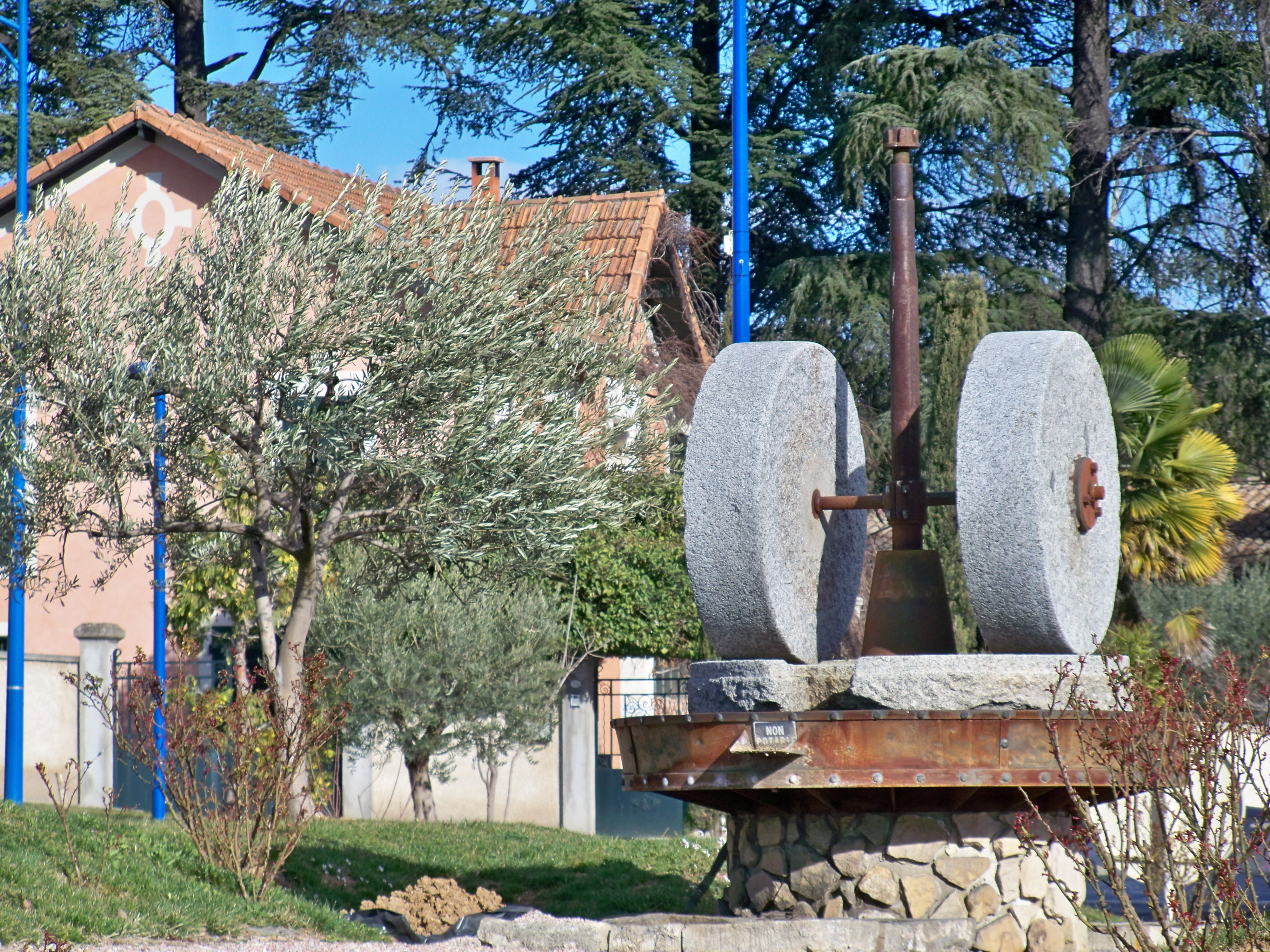
Sur le rond-point à l'entrée nord de la ville, des meules de moulin à huile d'olive.

### Risques naturels et technologiques
La Ville de Manosque a connu deux épisodes sismiques remarquables dans le passé, l'un le 13 décembre 1509 et l'autre le 14 août 1708. Ces deux événements ont provoqué des dégâts importants aux constructions avec une intensité de 8 sur l'échelle MSK.
Aucune des 200 communes du département n'est en zone de risque sismique nul. Les cantons de Manosque-Sud-Ouest, Manosque-Nord et Manosque-Sud-Est sont en zone 2 (risque moyen), soit le risque le plus élevé du secteur. Les cantons d'Entrevaux, des Mées, de Valensole et de Peyruis sont également dans cette catégorie. La commune est exposée à trois autres risques naturels :
- feu de forêt,
- inondation,
- mouvement de terrain.

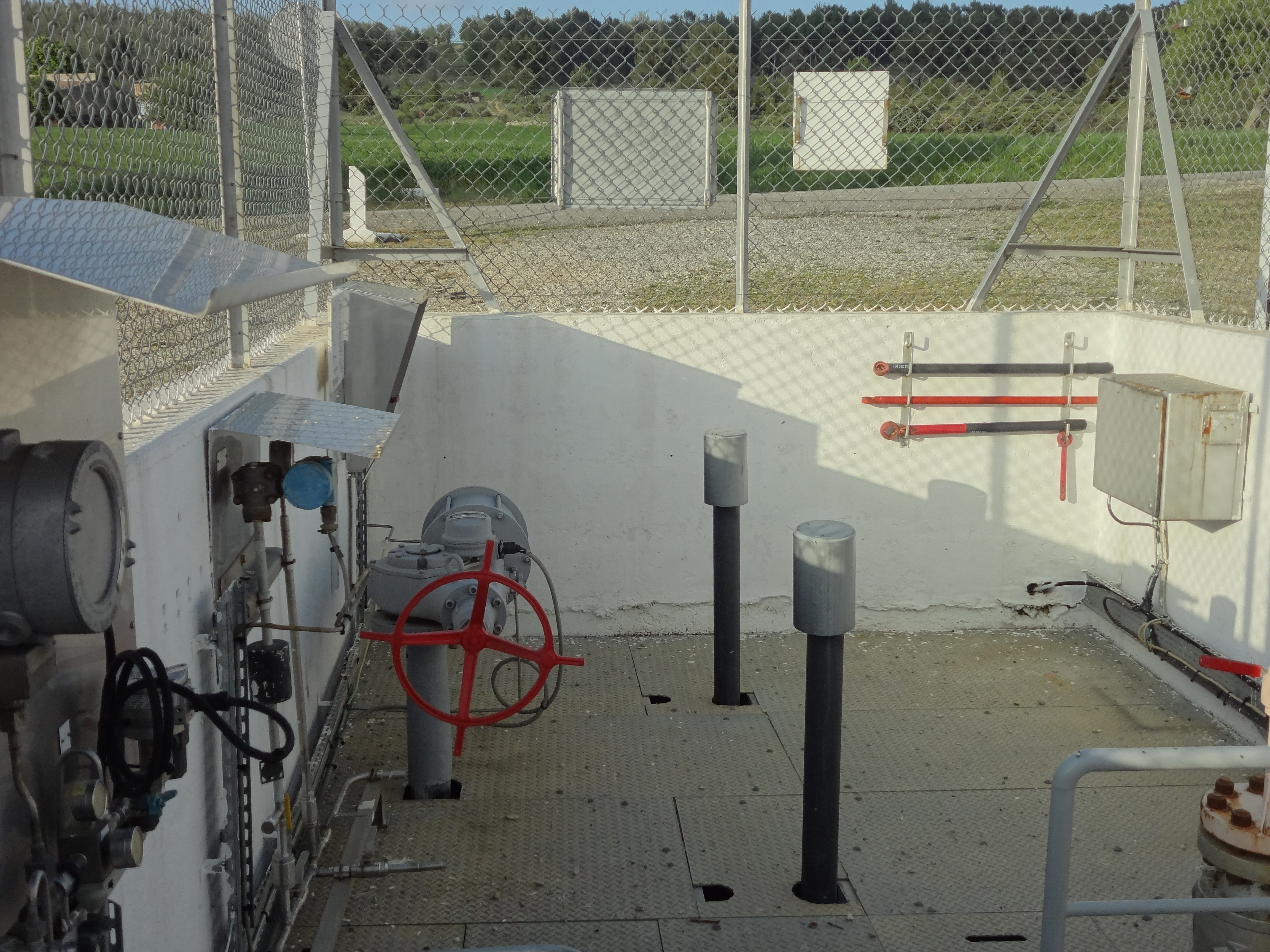
Poste de pompage sur la conduite Transéthylène, en limite de commune.

La commune est également exposée aux risques technologiques :
- risque de rupture de barrage : en cas de rupture du barrage de Serre-Ponçon, toute la vallée de la Durance serait menacée par l'onde de submersion[34] ;
- risque industriel, lié aux installations de stockage d'hydrocarbures Géosel et Géométhane, classées Seveso seuil haut[35] ;
- risque lié au transport de matières dangereuses, par rail, route et canalisations. Il s'agit du transport de matières premières à destination ou de produits finis en provenance des usines Arkema de Saint-Auban :
  - par la départementale RD 4096 et l'autoroute A51[36],[37] ;
  - par la ligne de Lyon à Marseille (via Grenoble) ;
  - par des canalisations transportant hydrocarbure ou saumure, reliées aux installations Géosel et Géométhane[38] ; et le gazoduc alimentant le département en gaz naturel[39].

Le plan de prévention des risques naturels prévisibles (PPR) de la commune, qui concerne les risques d'inondation, de mouvement de terrain et de séisme, a été approuvé en 1997. Un nouveau plan a été prescrit en 2006 et concerne également le risque de feu de forêt. Enfin, le plan particulier d'intervention des installations Seveso Géosel et Géométhane concerne la commune.
La commune est très régulièrement soumise à des arrêtés de catastrophe naturelle, pour des inondations et coulées de boue (quatre fois depuis 1987), des mouvements de terrain dus à la sécheresse (dix fois depuis 1989), et pour des glissements de terrain en 1994. En 2010, la conduite alimentant en naphta les stocks de Géosel (voir article) a cédé, occasionnant une fuite de 200 m3.
Une étude d'impact du Centre CEA de Cadarache, distant de 15 km de la commune, a été réalisée en décembre 2015.

## Toponymie

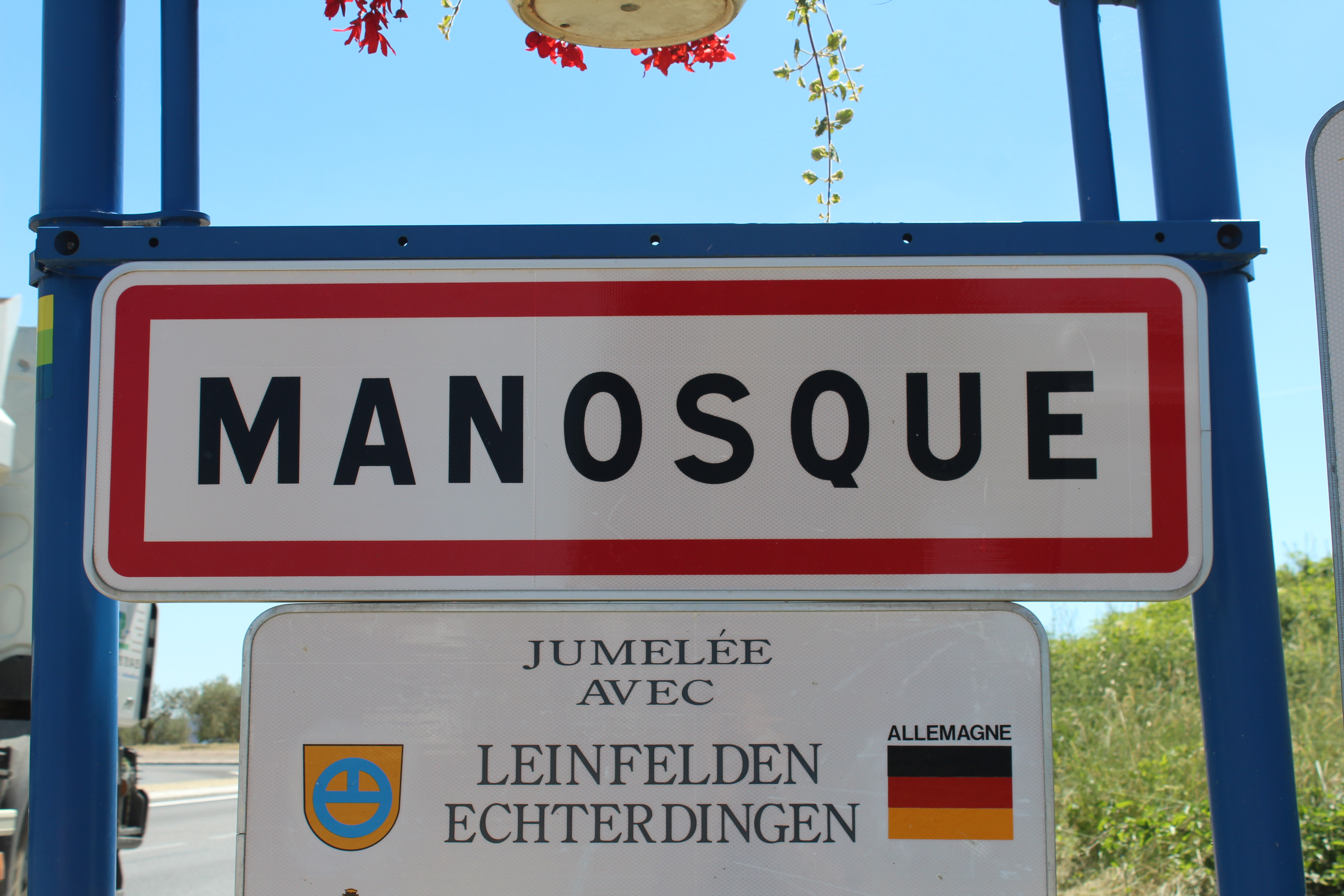
Panneau d'entrée dans la ville.

Elle est attestée sous la forme Manoasca en 978 et en 984, Manuasca en 1013, Manoascha en 1019, Manoscham en 1205, Manosque au XVIe siècle.
En occitan provençal, elle se dit Manòsca [maˈnɔskɔ] selon la norme classique, ou Manosco [maˈnɔskɔ] selon la norme mistralienne. En occitan médiéval on disait Manoasca.
Le nom du village, tel qu’il apparaît pour la première fois dans les textes écrits vers 978-984 (Manoasca), est interprété de différentes manières, : 
- une racine oronymique *MaN- (montagne/colline) élargie par le suffixe -asq ; dans ce cas, le toponyme serait antérieur aux Gaulois[45],[46] ;
- un nom tiré du latin manua, avec (mais sans certitude) le sens du mot occitan magne, gerbe, liasse de paille préparée pour servir à la couverture d’une habitation (chaumière), selon Ernest Nègre ;
- une légende provenant d’écrits latins, publiés plus tard dans le livre Superstitions et Survivances, paru en 1896, parlant d’elfes et de gorilles blancs, annonce que le nom de la ville viendrait de son précédent titre Manus Quartus, qui veut dire Quatre Mains, ce qui explique l’origine du blason.

Le vallon de Gaude où a été exploitée pendant longtemps une mine de lignite, tire son nom du latin gabatta, désignant une jatte, un récipient, et donné par métaphore à une vallée encaissée, ce qui est effectivement le cas du vallon.
Le terme Drouille, qui désigne une rivière et le vallon où elle coule, ainsi que le parc aménagé dans la ville, pourrait être un terme hydronymique ligure (ou référer au chêne).

## Histoire

### Antiquité
En dehors des légendes, on sait peu de choses sur la ville avant l’époque romaine. Sous l’Empire romain, la ville est un marché régional.
Parmi les découvertes archéologiques, le site des Passaïres (atelier de potier fabricant des amphores vinaires) permet d'établir que la zone de Manosque était, grâce à la proximité de la voie Domitienne, fortement intégrée à l'Empire romain et fortement pénétrée de ses modes de vie.

### Moyen Âge
Alors que le sud-est de la Gaule était une terre burgonde, le roi des Ostrogoths Théodoric le Grand fait la conquête de la région entre la Durance, le Rhône et l’Isère en 510. La commune dépend donc brièvement à nouveau de l’Italie, jusqu’en 526. En effet, pour se réconcilier avec le roi burgonde Godomar III, la régente ostrogothe Amalasonte lui rend ce territoire.
Au tournant de l'An Mil, les comtes de Provence résident fréquemment à Manosque, grossièrement entre 972 et les années 1020. Il existait plusieurs agglomérations portant des noms différents : Manosque, villa, dans la plaine ; Castrum Bosonem, « Château-Boson », en hauteur, probablement sur le mont d'Or,.
Un bac permettant de traverser la Durance est attesté en 1248.
Les droits seigneuriaux sont partagés entre l’abbaye Saint-Victor de Marseille et les comtes de Provence ou les comtes de Forcalquier, selon les époques. Le consulat qui permettait aux bourgeois de se gouverner est créé avant 1207. Manosque est le siège d’un bailliage des comtes de Provence en 1466.
L'arrivée de la peste noire, au printemps 1348, provoque des émeutes antijuives. Le comte de Provence ordonne la restitution des biens pillés le 25 mai.
Le retour de l’insécurité au XIVe siècle, avec la menace des grandes compagnies, conduit la ville à renforcer ses portes. Manosque est pourvue entre 1366 et 1383 d’une nouvelle enceinte de 1 125 m de long qui jouxte de près la première enceinte, à l’est, mais englobe les faubourgs à l’ouest. C’est à cette époque que la porte Saunerie et la porte Soubeyran prennent leur forme actuelle. De plus, les faubourgs situés hors des murailles sont abandonnés (comme le faubourg de la Saunerie), parce qu’ils ne sont pas protégés et parce qu’ils gênent la défense. Ce renforcement des défenses a lieu dans un contexte de renforcement général des efforts militaires à l'échelle provençale : en 1354, les États de Provence imposent à tous les hommes de quatorze à soixante ans de porter les armes.
Les inégalités sociales au sein de la ville sont assez peu marquées, les nobles n’ont pas les moyens de vivre en chevaliers, avec cheval et suite ; les juifs participent à la défense. En 1382, la cité achète sa première bombarde au moment où s’ouvre la crise de succession de la reine Jeanne Ire. Manosque est l'une des rares villes, avec Marseille et Arles, à se rallier dès 1382 à Louis Ier d'Anjou, le commandeur hospitalier Jean Sévin adoptant le même part. Ce ralliement précoce leur est profitable : en novembre 1383, l’impôt de cavalcade est réduit, et Jean Sévin prête hommage en 1385 pour la commanderie et la communauté.
Les premières traces d'exploitation du lignite datent de 1441. Au Moyen Âge, Manosque est partagée en quatre quartiers : les Ebréards, le Palais, les Payans et les Martels.
La ville est un centre de commerce florissant au XIIIe siècle, et la population approche les 10 000 habitants.[réf. nécessaire]

### Ordre de Saint-Jean de Jérusalem
L'ordre de Saint-Jean de Jérusalem est implanté à Manosque depuis le début du XIIe siècle. Un bailli est installé dans la ville par les Hospitaliers. À la mort du dernier comte de Forcalquier en 1209, Guillaume IV de Forcalquier, les Hospitaliers, ont la seigneurie sur la ville sans rivalité, jusqu'en 1790,. Alors que les comtes de Forcalquier avaient parfois empiété sur leurs prérogatives (issues du don de ces mêmes comtes), à partir des accords de Meyrargues (29 juin 1220), Manosque est exclue des accords de partage entre comtes de Provence et de Forcalquier. Au cours des siècles qui suivent, les Hospitaliers possèdent deux fortifications dans Manosque : un palais dans le bourg, et une autre sur la partie nord de l’enceinte. Au XIIIe siècle, le droit de cavalcade impose au seigneur du lieu, l’ordre des Hospitaliers, de fournir 5 chevaliers et 50 fantassins au comte de Provence 40 jours par an. C’est à la communauté qu’il revient de fournir les 50 hommes à pied, ce qui s’ajoute à la milice devant défendre les murs et permet le classement des armes individuelles dans les biens insaisissables en cas de faillite personnelle, comme les chevaux de guerre et les animaux de labour.
Après 1319, Hélion de Villeneuve, grand maître de l'ordre de Saint-Jean de Jérusalem, a géré les biens matériels qui ont été confiés à la commanderie de Manosque et en faire l'établissement le plus important de la langue de Provence. Le commandeur de Manosque est nommé par le grand maître de l'Ordre, choisi parmi les chevaliers de l'Ordre de la langue de Provence. Après la donation de 1209 il s'est installé dans le palais des comtes de Forcalquier. Il a ajouté à son titre celui de châtelain pendant une vingtaine d'années. Plus tard, il s'est aussi donné le titre de seigneur des différentes possessions de la commanderie, Limaye, La Cavalerie, Volx, etc.
La commanderie de Manosque est devenue bailli capitulaire faisant du commandeur un grand croix de l'Ordre et l'obligeant à participer au chapitre général. Le commandeur de Manosque a pu être prieur comme Guillaume de Reillane et Jean-Ferdinand de Hérédia, et grand maître avec Hélion de Villeneuve. Seigneur de Manosque, il devait jurer à son entrée en charge d'observer les privilèges de la ville, pourvoir à la défense de la ville, publier des règlements, rendre la justice et avait son siège avec ses armes dans l'église Saint-Sauveur.
À la Révolution, le château de l’ordre de Saint-Jean de Jérusalem, déclaré bien national, est vendu aux enchères, puis démoli, créant une vaste place en ville, la place du Terreau.

### Temps modernes
En 1509, un tremblement de terre secoue la ville.
Lors du passage de François Ier en 1516, la fille du consul, chargée de présenter les clés de la ville au roi, lui fait un compliment. Le regard admiratif du prince s’arrête sur elle et alarment sa pudeur. Pour faire disparaître la fraîcheur de son teint et les charmes que la nature lui a prodigués, elle expose son visage à des vapeurs de soufre. Le roi, fort ému, comble de faveurs et de libéralités la jeune fille et sa famille. C’est depuis lors que Manosque a pris le surnom de « la Pudique »[réf. souhaitée].
En 1521, la peste sévit en Basse-Provence et pousse le Parlement d’Aix à s’installer à Manosque, avant de se replier encore plus à l’intérieur des terres, à Sisteron.
La Réforme protestante connaît un certain succès à Manosque, et une partie des habitants se convertit. Malgré les guerres de religion, une communauté protestante se maintient au XVIIe siècle autour de son temple, grâce à l’édit de Nantes (1598). Entretemps, les guerres de religion n’épargnent pas la ville : en 1561, Notre-Dame-de-la-Consolation et la chapelle de Toutes-Aures sont saccagées (statues brisées, tableaux déchirés, etc.). Les huguenots de Manosque sont autorisés à bâtir un temple, mais à l’écart de la ville . En 1592, le marquis d’Oraison profite de la mort du capitaine Baratte, gouverneur de la ville, pour s’en emparer.
La révocation de l'édit de Nantes, ou édit de Fontainebleau (1688), est fatal à la communauté protestante de la ville, qui disparaît, ses membres émigrant ou étant convertis de force. Lors d’un procès, les Manosquins ont la réputation de faire des faux témoignages. Ils remplacent saint Sébastien, le saint patron de la ville, par saint Pancrace, saint de la « bonne foi ».
Une foire s’y tenait au XVIIIe siècle et un bureau de la poste royale installé à la fin de l’Ancien Régime attestent du rayonnement du bourg. À cette époque, la vieille ville s’agrandit vers l’est pour prendre ses dimensions actuelles.[réf. nécessaire] En raison de sa situation de lieu de passage, la ville est fortement touchée par les différentes épidémies qui ravagent la Provence, la peste en 1720 et le choléra en 1834. Cette dernière épidémie est évoquée par Jean Giono qui place à Manosque une partie de l’action de son roman Le Hussard sur le toit.
Avant la Révolution, Manosque, comme toutes les villes de cette époque, est soumise à des révoltes épisodiques mais violentes. Ainsi, en 1707, la ville s’agite à propos d’un jeune berger des environs qui aurait été enrôlé de force par des sergents recruteurs. Les consuls de la ville interviennent, sans obtenir la renonciation des sergents, mais dans la confusion provoquée par la foule, le berger s’enfuit. Mais la concordance de vues entre la municipalité et le peuple est rare. Dans les années 1760, les membres de la municipalité sont même attaqués lorsqu’ils distribuent les billets de logement (destinés à procurer un logement d’office aux soldats d’un régiment de passage), le peuple jugeant que certains ont bénéficié d’exemptions indues . Le piquet décidé par le conseil municipal pour percevoir les droits d’octroi sur les biens entrant en ville provoque une forte contestation, et en mars 1760, le peuple se réunit en assemblée extraordinaire pour délibérer contre cette taxation .

### Révolution française
Peu avant la Révolution française, l’agitation monte. Outre les problèmes fiscaux présents depuis plusieurs années, la récolte de 1788 avait été mauvaise et l’hiver 1788-89 très froid. L’élection des États généraux de 1789 avait été préparée par celles des États de Provence de 1788 et de janvier 1789, ce qui avait contribué à faire ressortir les oppositions politiques de classe et à provoquer une certaine agitation. C’est au moment de la rédaction des cahiers de doléances, fin mars, qu’une vague insurrectionnelle secoue la Provence. Une émeute frumentaire se produit à Manosque le 14 mars, un peu avant le gros des émeutes. L’évêque de Sisteron, De Suffren, de passage dans la ville, est lapidé car il est soupçonné d’accaparement par une foule de paysans et de femmes,,,,. Dans un premier temps, la réaction consiste dans le rassemblement d’effectifs de la maréchaussée sur place. Puis des poursuites judiciaires sont diligentées, mais les condamnations ne sont pas exécutées, la prise de la Bastille comme les troubles de la Grande Peur provoquant, par mesure d’apaisement, une amnistie début août.
Au début de la Révolution française, Manosque est une des villes les plus touchées par la fièvre révolutionnaire. Le couvent des Bernardines est détruit en 1791. La société des Amis de la Constitution est créée fin 1791. Le 28 septembre 1792, le club doit payer une forte amende au club de Marseille, car son représentant Isoard a été attaqué à Manosque, et les clubistes marseillais menaçaient d’opérer une descente en armes sur Manosque. Épurée, elle devient ensuite les Antipolitiques. En 1792-1793, la section est contrôlée par les fédéralistes. En relations avec la section de Marseille, elle diffuse les idées des Girondins, jusqu’à leur proscription le 31 mai 1793 et l’écrasement de l’insurrection fédéraliste en juillet.
Robespierre le Jeune, en mission auprès de l’armée d'Italie, est attaqué par des réactionnaires venus de Provence le 12 août 1793. Chassé de la ville, il se réfugie à Forcalquier, et revient en force le 23 août, s’appuyant sur les républicains manosquins, pour chasser la réaction. Il en profite pour rétablir la société populaire, qui est à nouveau épurée le 25 novembre 1794 (5 frimaire an III) par le représentant en mission Gauthier.
De nouveaux troubles éclatent en 1797.

### XIXesiècle

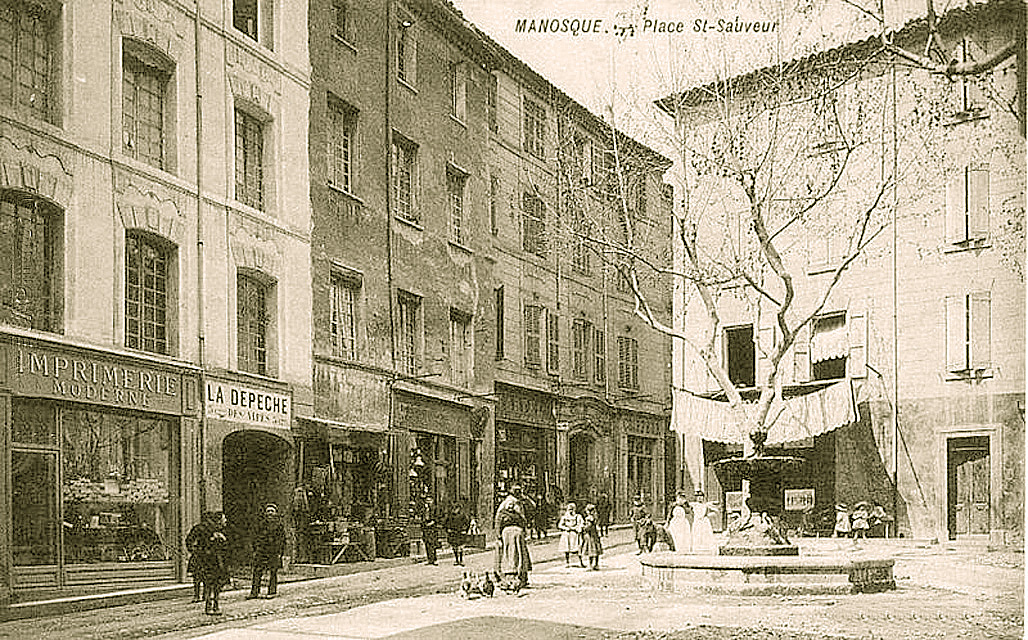
Place Saint-Sauveur au début du XX

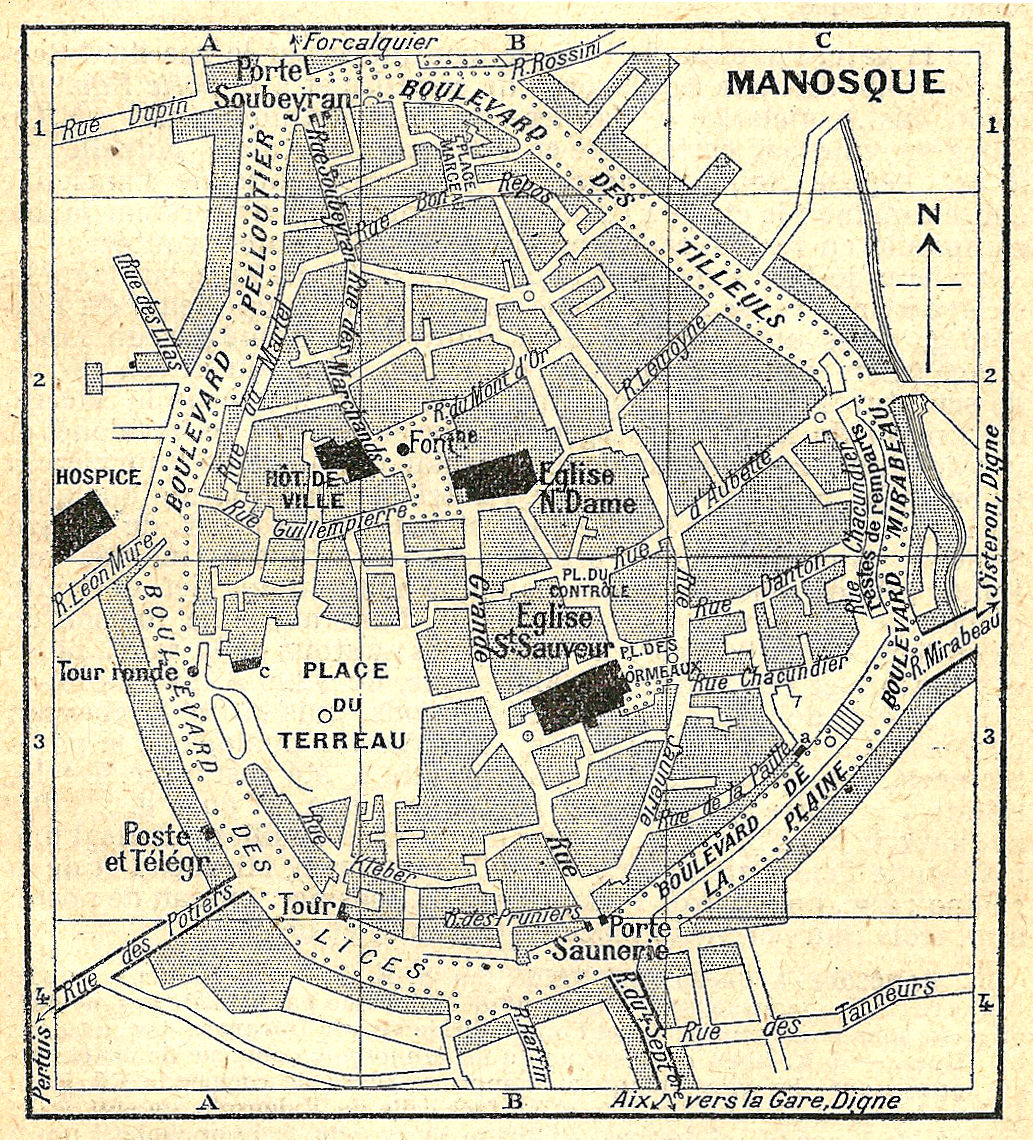
Carte de la ville en 1921

Lors du Coup d'État du 2 décembre 1851, le maire Joseph Buisson prend la tête de la résistance provençale et installe un gouvernement provisoire de la République à Digne. Bien que peu ouvrière (226 ouvriers recensés en 1848), la population de la ville suit en masse son maire.
Après l’échec de l’insurrection, une sévère répression poursuit ceux qui se sont levés pour défendre la République : 223 Manosquins sont traduits devant la commission mixte (la majorité condamnés à la déportation en Algérie), soit plus de 13 % des Bas-Alpins poursuivis.
En 1884, la commune est touchée par une épidémie de choléra, qui cause 12 morts du 23 au 31 août.

### XXesiècle
La coopérative oléicole est fondée en 1928.
Durant la Seconde Guerre mondiale, un atelier détaché du camp des Milles est implanté à Manosque. De l’autre côté, les couples Rose et Paul Astier et Alphonsine et David Chauvin, sauvent des Juifs de la déportation, et ont été pour cette raison distingués comme Justes parmi les Nations. Sophie Dol, sa fille Jeanne Regnier et sa cousine Alix Raybaud, sont distinguées de la même manière. Néanmoins, 10 juifs sont arrêtés à Manosque et déportés.
Pour préparer le débarquement de Provence, deux équipes Jedburgh sont parachutées les 8 et 9 août afin d’agir sur les arrières allemands, et notamment sur les voies de communication. Coordonnant 3 000 FFI, elles prennent le contrôle de la RN 96 qui remonte la vallée de la Durance de Manosque à Veynes. Au cours des opérations suivant le débarquement, les forces alliées franchissent très tôt les premières défenses allemandes, et se lancent dans de rapides offensives de débordement, afin de couper les voies de retraite à la Wehrmacht. Une colonne, partie le 17 août de Vidauban, franchit la Durance le 20 août au sud de Mirabeau. Le 143e régiment d’infanterie US forme une colonne qui remonte la vallée de la Durance toute la journée du 20 août et libère les villes et villages sur son passage, dont Manosque.
Après la Libération, les armes et explosifs parachutés dans la région par les Alliés sont rassemblés et stockés dans les caves de la coopérative oléicole de Manosque. Le 29 novembre 1944, une explosion accidentelle provoque sa destruction : des parpaings sont projetés à plus d'une centaine de mètres. Les quatre Résistants du maquis de Montaigu qui assuraient la surveillance du dépôt sont tués dans l'explosion.
Les mines de Gaude, qui employaient 350 ouvriers, ferment en 1965. Grosse bourgade au début du XXe siècle limitée à la vieille ville et ses faubourgs, la ville s’agrandit considérablement des années 1950 aux années 1970, quadruplant sa population en trente ans.

## Politique et administration

### Tendances politiques et résultats

#### Élection présidentielle de 2017
Source
| Premier tour 23 avril 2017                      | Premier tour 23 avril 2017 | Premier tour 23 avril 2017 | Second tour 7 mai 2017 | Second tour 7 mai 2017 | Second tour 7 mai 2017 |
| Candidat                                        | Voix                       | Exprimés                   | Voix                   | Exprimés               |                        |
| François Fillon                                 | 2 554                      | 21,63 %                    |                        |                        |                        |
| Marine Le Pen                                   | 2 410                      | 20,42 %                    | 3 476                  | 34,54 %                |                        |
| Emmanuel Macron                                 | 2 599                      | 22,02 %                    | 6 587                  | 65,46 %                |                        |
| Jean-Luc Mélenchon                              | 2 654                      | 22,48 %                    |                        |                        |                        |
| Philippe Poutou                                 | 112                        | 0,95 %                     |                        |                        |                        |
| Benoît Hamon                                    | 623                        | 5,28 %                     |                        |                        |                        |
| Nathalie Arthaud                                | 48                         | 0,41 %                     |                        |                        |                        |
| Jacques Cheminade                               | 23                         | 0,19 %                     |                        |                        |                        |
| François Asselineau                             | 96                         | 0,81 %                     |                        |                        |                        |
| Nicolas Dupont-Aignan                           | 548                        | 4,64 %                     |                        |                        |                        |
| Jean Lassalle                                   | 138                        | 1,17 %                     |                        |                        |                        |
|                                                 | Nombre                     | % des votants              | Nombre                 | % des votants          |                        |
| Inscrits                                        | 16 059                     |                            | 16 061                 |                        |                        |
| Votants                                         | 12 054                     | 75,06 %                    | 11 374                 | 70,82 %                |                        |
| Abstentions                                     | 4 005                      | 24,94 %                    | 4 687                  | 29,18 %                |                        |
| Exprimés Par rapport au nombre de votants       | 11 805                     | 73,51 %                    | 10 063                 | 62,65 %                |                        |
| Blancs ou nuls Par rapport au nombre de votants | 249                        | 2.07 %                     | 1 311                  | 11,53 %                |                        |

#### Élection présidentielle de 2012
Source
| Premier tour 22 avril 2012                      | Premier tour 22 avril 2012 | Premier tour 22 avril 2012 | Second tour 6 mai 2012 | Second tour 6 mai 2012 | Second tour 6 mai 2012 |
| Candidat                                        | Voix                       | Exprimés                   | Voix                   | Exprimés               |                        |
| Eva Joly                                        | 289                        | 2,45 %                     |                        |                        |                        |
| Marine Le Pen                                   | 2 238                      | 18,96 %                    |                        |                        |                        |
| Nicolas Sarkozy                                 | 3 294                      | 27,90 %                    | 5 769                  | 50,20 %                |                        |
| Jean-Luc Mélenchon                              | 1 542                      | 13,06 %                    |                        |                        |                        |
| Philippe Poutou                                 | 121                        | 1,02 %                     |                        |                        |                        |
| Nathalie Arthaud                                | 42                         | 0,42 %                     |                        |                        |                        |
| Jacques Cheminade                               | 29                         | 0,25 %                     |                        |                        |                        |
| François Bayrou                                 | 941                        | 7,97 %                     |                        |                        |                        |
| Nicolas Dupont-Aignan                           | 188                        | 1,59 %                     |                        |                        |                        |
| François Hollande                               | 3 114                      | 26,38 %                    | 5 722                  | 49,80 %                |                        |
|                                                 | Nombre                     | % des votants              | Nombre                 | % des votants          |                        |
| Inscrits                                        | 15 351                     |                            | 15 335                 |                        |                        |
| Votants                                         | 12 039                     | 78,42 %                    | 12 156                 | 79,27 %                |                        |
| Abstentions                                     | 3 312                      | 21,58 %                    | 3 179                  | 20,73 %                |                        |
| Exprimés Par rapport au nombre de votants       | 11 805                     | 98,06 %                    | 11 491                 | 94,53 %                |                        |
| Blancs ou nuls Par rapport au nombre de votants | 234                        | 1,94 %                     | 665                    | 5,47 %                 |                        |

#### Élection législative de 2012
Résultats donnés pour la Deuxième circonscription des Alpes-de-Haute-Provence à laquelle appartient la commune de Manosque.
| Candidat       | Candidat               | Parti          | Premier tour 10 juin 2012 | Premier tour 10 juin 2012 | Second tour 17 juin 2012 | Second tour 17 juin 2012 |
| Candidat       | Candidat               | Parti          | Voix                      | %                         | Voix                     | %                        |
| -------------- | ---------------------- | -------------- | ------------------------- | ------------------------- | ------------------------ | ------------------------ |
|                | Cyril Belmonte         | LO             | 22                        | 0,25                      |                          |                          |
|                | Brigitte Picard        | NPA            | 52                        | 0,60                      |                          |                          |
|                | Martine Carriol        | FG (PCF)       | 720                       | 8,27                      |                          |                          |
|                | Christophe Castaner    | PS             | 3 079                     | 35,36                     | 4 385                    | 51,99                    |
|                | Catherine Berthonnèche | EELV           | 315                       | 3,62                      |                          |                          |
|                | Yamina Guebli          | AEI            | 66                        | 0,76                      |                          |                          |
|                | Isabelle Verschuren    | MoDem          | 154                       | 1,77                      |                          |                          |
|                | Jean-Michel Rovida     | AC             | 90                        | 1,03                      |                          |                          |
|                | Bruno Morin            | NC             | 149                       | 1,71                      |                          |                          |
|                | Jean-Claude Castel     | UMP            | 2 665                     | 30,61                     | 4 049                    | 48,01                    |
|                | Noël Chuisano          | DLR            | 52                        | 0,60                      |                          |                          |
|                | Jean-Claude Diedrich   | FN             | 1 343                     | 15,42                     |                          |                          |
|                |                        |                |                           |                           |                          |                          |
| Inscrits       | Inscrits               | Inscrits       | 15 347                    | 100,00                    | 15 347                   | 100,00                   |
| Abstentions    | Abstentions            | Abstentions    | 6 544                     | 42,64                     | 6 685                    | 43,56                    |
| Votants        | Votants                | Votants        | 8 803                     | 57,36                     | 8 662                    | 56,42                    |
| Blancs et nuls | Blancs et nuls         | Blancs et nuls | 96                        | 1,09                      | 228                      | 2,63                     |
| Exprimés       | Exprimés               | Exprimés       | 8 707                     | 98,91                     | 8 434                    | 97,37                    |

### Liste des maires

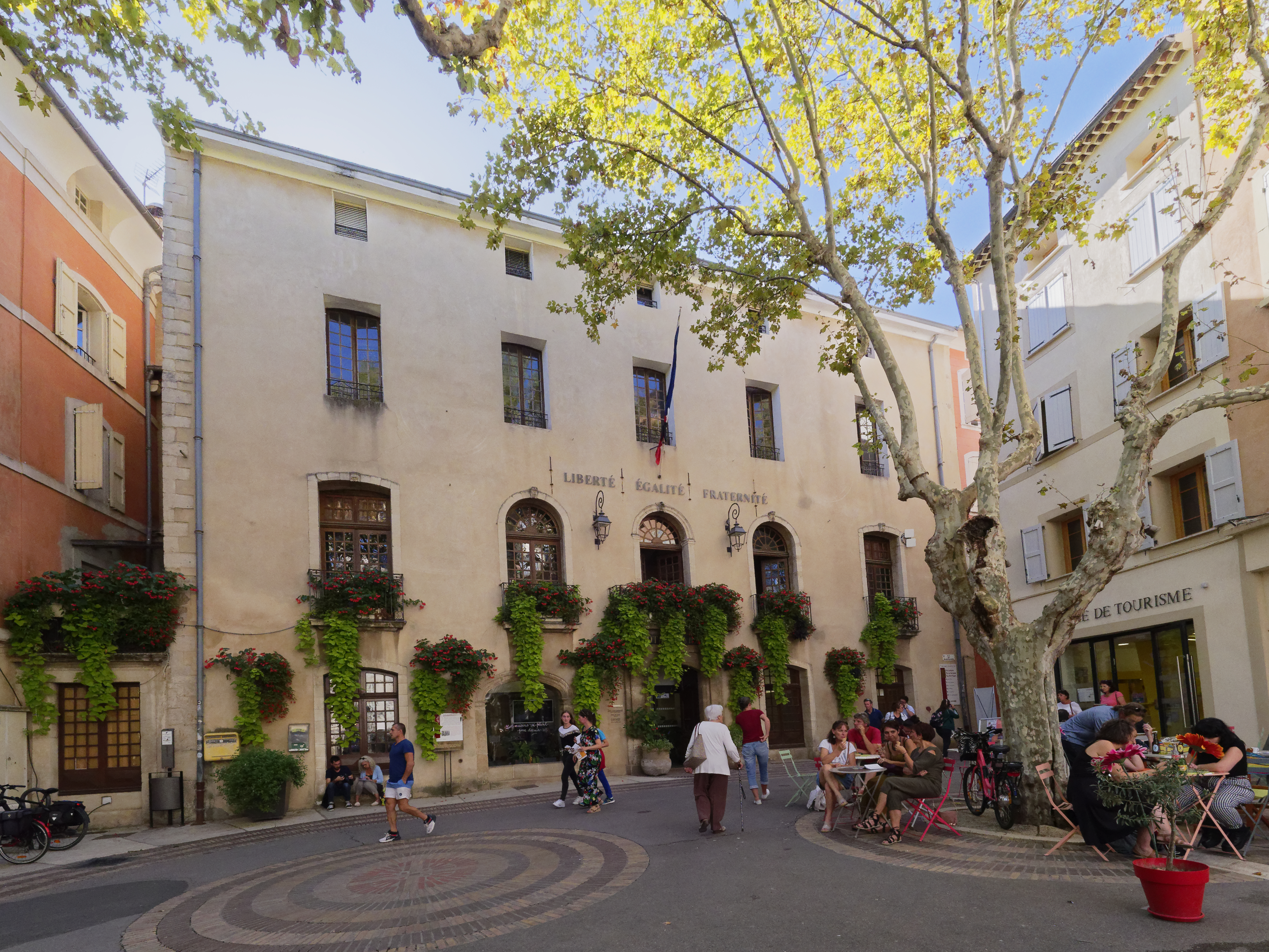
Hôtel de ville de Manosque.

#### Récapitulatif de résultats électoraux récents
| Scrutin             | 1er tour | 1er tour | 1er tour | 1er tour | 1er tour | 1er tour | 1er tour | 1er tour | 1er tour | 1er tour | 1er tour | 1er tour | 2d tour        | 2d tour        | 2d tour        | 2d tour        | 2d tour        | 2d tour        | 2d tour        | 2d tour        | 2d tour        |
| Scrutin             | 1er      | 1er      | %        | 2e       | 2e       | %        | 3e       | 3e       | %        | 4e       | 4e       | %        | 1er            | 1er            | %              | 2e             | 2e             | %              | 3e             | 3e             | %              |
| ------------------- | -------- | -------- | -------- | -------- | -------- | -------- | -------- | -------- | -------- | -------- | -------- | -------- | -------------- | -------------- | -------------- | -------------- | -------------- | -------------- | -------------- | -------------- | -------------- |
| Municipales 2014    |          | UMP      | 51,25    |          | FN       | 20,19    |          | FG       | 16,33    |          | PS       | 12,21    | Pas de 2d tour | Pas de 2d tour | Pas de 2d tour | Pas de 2d tour | Pas de 2d tour | Pas de 2d tour | Pas de 2d tour | Pas de 2d tour | Pas de 2d tour |
| Européennes 2014    |          | FN       | 25,52    |          | UMP      | 23,74    |          | PS       | 13,29    |          | EELV     | 9,14     | Tour unique    | Tour unique    | Tour unique    | Tour unique    | Tour unique    | Tour unique    | Tour unique    | Tour unique    | Tour unique    |
| Régionales 2015     |          | FN       | 32,25    |          | PS       | 31,52    |          | LR       | 21,87    |          | EELV     | 5,87     |                | LR             | 61,96          |                | FN             | 38,04          | Pas de 3e      | Pas de 3e      | Pas de 3e      |
| Présidentielle 2017 |          | LFI      | 22,48    |          | EM       | 22,02    |          | LR       | 21,63    |          | FN       | 20,42    |                | EM             | 65,46          |                | FN             | 34,54          | Pas de 3e      | Pas de 3e      | Pas de 3e      |
| Législatives 2017   |          | EM       | 45,16    |          | LFI      | 13,71    |          | FN       | 13,65    |          | DVD      | 13,54    |                | LREM           | 65,09          |                | LFI            | 34,91          | Pas de 3e      | Pas de 3e      | Pas de 3e      |
| Européennes 2019    |          | LREM     | 24,56    |          | RN       | 24,02    |          | EELV     | 11,63    |          | LFI      | 7,81     | Tour unique    | Tour unique    | Tour unique    | Tour unique    | Tour unique    | Tour unique    | Tour unique    | Tour unique    | Tour unique    |

### Intercommunalité
Manosque fait partie :
- de 2002 à 2013, de la communauté de communes Luberon Durance Verdon (dont elle a été le siège) ;
- depuis le 1er janvier 2013, de Durance-Luberon-Verdon Agglomération (dont elle est le siège).

### Divisions administratives
Manosque est divisée en trois cantons:

### Budget et fiscalité
| Taxe                                                | Part communale | Part intercommunale | Part départementale | Part régionale |
| --------------------------------------------------- | -------------- | ------------------- | ------------------- | -------------- |
| Taxe d'habitation (TH)                              | 17,40 %        | 0,00 %              | 5,53 %              | 0,00 %         |
| Taxe foncière sur les propriétés bâties (TFPB)      | 27,96 %        | 0,00 %              | 14,49 %             | 2,36 %         |
| Taxe foncière sur les propriétés non bâties (TFPNB) | 64,99 %        | 0,00 %              | 47,16 %             | 8,85 %         |
| Taxe professionnelle (TP)                           | 20,84 %*       | 0,00 %              | 10,80 %             | 3,84 %         |

### Jumelages
| Manosque Voghera Leinfelden-Echterdingen |

- Leinfelden-Echterdingen (Allemagne) depuis 1973
- Voghera  (Italie) depuis 1984[115].

## Population et société

### Démographie
L'évolution du nombre d'habitants est connue à travers les recensements de la population effectués dans la commune depuis 1760. Pour les communes de plus de 10 000 habitants les recensements ont lieu chaque année à la suite d'une enquête par sondage auprès d'un échantillon d'adresses représentant 8 % de leurs logements, contrairement aux autres communes qui ont un recensement réel tous les cinq ans,.

En 2022, la commune comptait 22 807 habitants, en évolution de +4,29 % par rapport à 2016 (Alpes-de-Haute-Provence : +2,84 %, France hors Mayotte : +2,11 %).
| 1760  | 1765  | 1793  | 1800  | 1806  | 1821  | 1831  | 1836  | 1841  |
| ----- | ----- | ----- | ----- | ----- | ----- | ----- | ----- | ----- |
| 5 860 | 4 370 | 4 726 | 5 360 | 5 570 | 5 544 | 5 543 | 4 995 | 5 311 |

| 1846  | 1851  | 1856  | 1861  | 1866  | 1872  | 1876  | 1881  | 1886  |
| ----- | ----- | ----- | ----- | ----- | ----- | ----- | ----- | ----- |
| 5 684 | 5 073 | 5 897 | 5 936 | 5 919 | 6 124 | 6 136 | 5 775 | 5 450 |

| 1891  | 1896  | 1901  | 1906  | 1911  | 1921  | 1926  | 1931  | 1936  |
| ----- | ----- | ----- | ----- | ----- | ----- | ----- | ----- | ----- |
| 5 572 | 5 265 | 5 098 | 5 017 | 4 853 | 5 036 | 4 989 | 5 661 | 5 635 |

| 1946  | 1954  | 1962   | 1968   | 1975   | 1982   | 1990   | 1999   | 2006   |
| ----- | ----- | ------ | ------ | ------ | ------ | ------ | ------ | ------ |
| 6 734 | 7 750 | 10 080 | 16 281 | 19 150 | 18 760 | 19 107 | 19 603 | 21 162 |

| 2011   | 2016   | 2021   | 2022   | - | - | - | - | - |
| ------ | ------ | ------ | ------ | - | - | - | - | - |
| 22 316 | 21 868 | 22 926 | 22 807 | - | - | - | - | - |

La population de Manosque décolle dans les années 1960 et 1970, portée par deux phénomènes concomitants : l’arrivée de nombreux rapatriés d’Algérie (pieds-noirs et harkis) et l’installation du Commissariat à l'énergie atomique à Cadarache.

### Superficie et population
En 2020, la ville de Manosque a une superficie de 56,73 km2 et une population de 22 992 habitants.
| Rang                          | Population | Superficie | Densité |
| ----------------------------- | ---------- | ---------- | ------- |
| France                        | 396e       | 872e       | 2194e   |
| Provence-Alpes-Côte d'Azur    | 35e        | 122e       | 108e    |
| Alpes-de-Haute-Provence       | 1er        | 27e        | 1er     |
| Arrondissement de Forcalquier | 1er        | 5e         | 1er     |

### Enseignement
La commune est dotée de 23 établissements d’enseignement :
- seize écoles : neuf écoles primaires dont deux privées (sous contrat et dont les professeurs sont salariés de l’Éducation nationale) et l’école internationale ITER, et sept écoles maternelles (dont une privée)[120] ;
- trois collèges : le collège du Mont-d’Or, le collège Jean-Giono et le collège privé Saint-Charles[121] ;
- quatre lycées :
  - le lycée Félix-Esclangon, qui forme aussi au brevet de technicien supérieur (BTS) Management des unités commerciales[122] ;
  - le lycée polyvalent Les Iscles, qui forme aussi aux BTS Conception et réalisation de systèmes automatiques et Maintenance industrielle ;
  - le lycée « des métiers » Louis-Martin-Bret[123] ;
  - le lycée de l’école internationale[124].
- une École européenne[125],[126]

### Sports et loisirs
Sur la commune on trouve une piscine couverte, des courts de tennis, un club de foot, des boulodromes, une salle de boxe, un terrain de rugby, une base de loisirs au Lac les Vannades, un cinéma de 8 salles, un théâtre de 700 places et une Maison des jeunes et de la culture.
L'Entente provençale de Manosque, ou EP Manosque, est un club de football fondé en 1920, 10 ans en divisions nationales, dont 4 saisons de CFA, champion de la division d'honneur Méditerranée en 1999, vainqueur de la Coupe de Provence en 1978.

### Santé
La commune dispose d’un hôpital et de plusieurs pharmacies.

### Services publics
Il y a une poste, un commissariat de police et une caserne des pompiers.
Une brigade autonome de gendarmerie est implantée à Manosque. Elle est doublée d'une brigade motorisée.

### Vie locale
- Festival Les Correspondances de Manosque, depuis 1998[129].
- Les Rencontres de cinéma de Manosque, depuis 1987[130].

### Culture
Créé à Manosque, la ville a accueilli dès 2002, l'organisation du festival Blues & Polar qui se déroule généralement au mois d'août. Ce festival a remis de nombreux prix dénommés "coup de coeur" à de nombreux écrivains auteurs de romans policiers dont Olivier Norek, Cloé Mehdi et Gérard Saryan. En 2012, pour son dixième anniversaire, le festival a organisé plusieurs points de rencontre dont un au parc de la Rochette à Manosque.
Depuis 1985 la ville accueille son propre festival de musique Musik à Manosque, le festival se déroulant durant l’été a accueilli pour sa 39ème édition des chanteurs tel que Gims,Naps ou Maelle. Pour fêter le 40ème anniversaire le rappeur Soolking et Pascal Obispo ont déjà été annoncé.

### Environnement
La commune compte 634 ha de bois et forêts, soit 11 % de sa superficie.

### Recyclage
La collecte et traitement des déchets des ménages et déchets assimilés et la protection et mise en valeur de l’environnement se font dans le cadre de la communauté de communes Luberon Durance Verdon.
La commune dispose d’une déchèterie.

## Économie

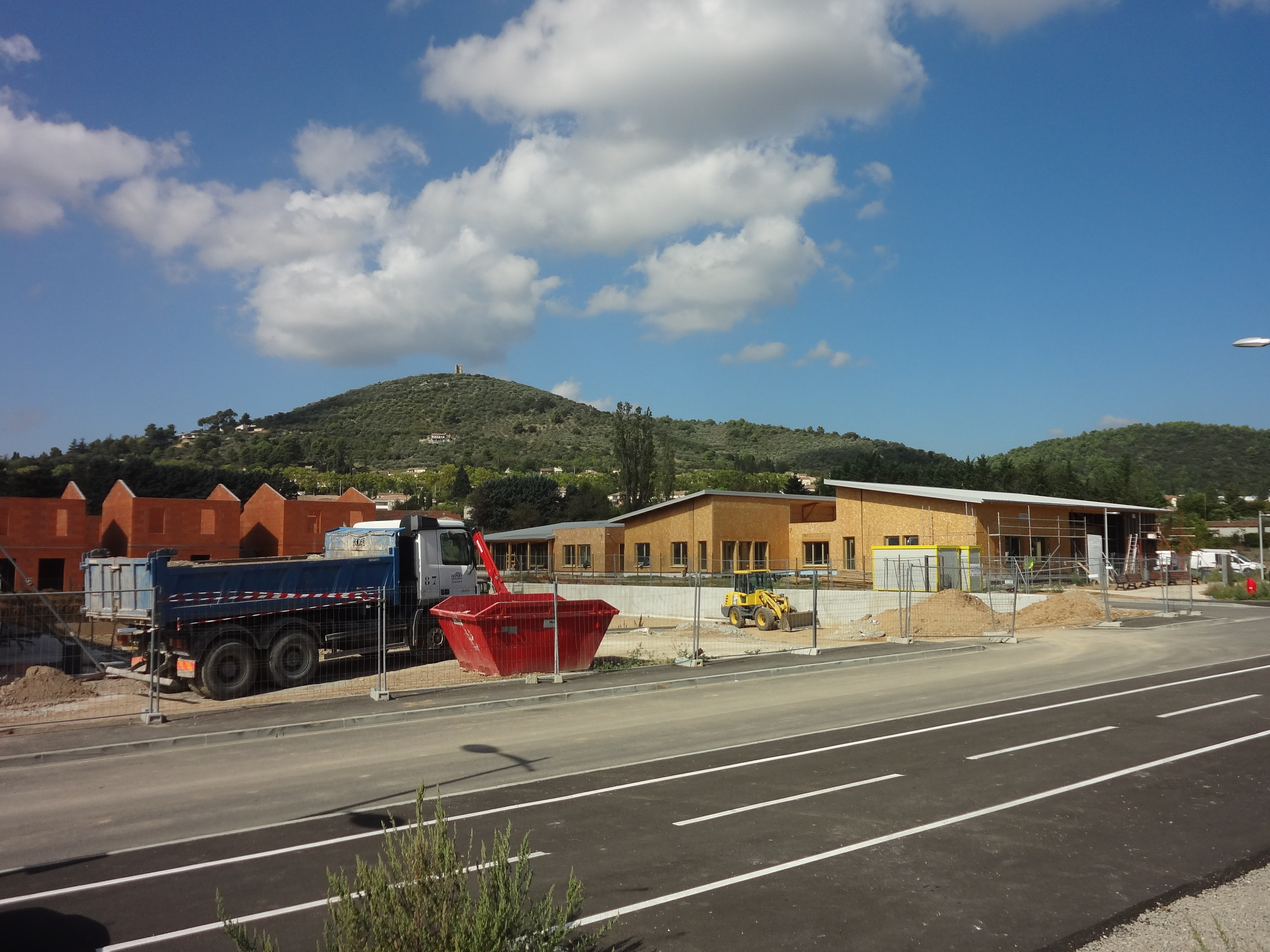
Chantier de construction dans les nouveaux quartiers.

### Aperçu général
En 2009, la population active s’élevait à 9 533 personnes, dont 1 387 chômeurs (1 381 fin 2011). Ces travailleurs sont majoritairement salariés (88 %) et travaillent majoritairement à Manosque (66 %).
Les actifs de Manosque qui ne trouvent pas d’emplois dans la commune peuvent travailler pour le CEA implanté à Cadarache à côté duquel se construit Iter. De nombreux ingénieurs, chercheurs du monde entier vont venir travailler à ce centre, et cherchent entre autres à se loger vers Manosque, distante d’environ 20 km et ville la plus proche.

### Agriculture

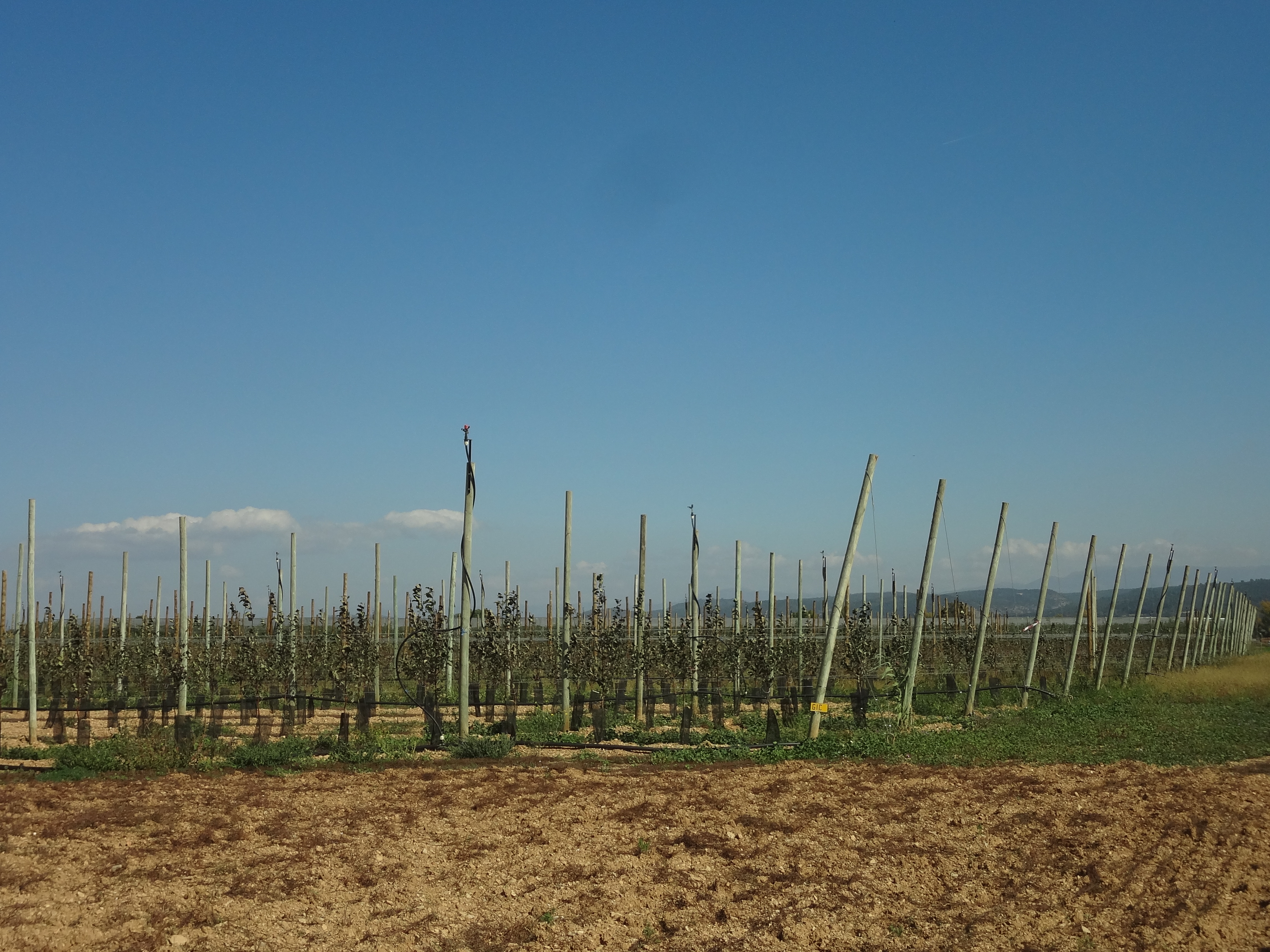
Jeune pommeraie dans la plaine de la Durance.

Fin 2010, le secteur primaire (agriculture, sylviculture, pêche) comptait encore près d’une centaine d’établissements actifs (99 exactement) au sens de l’Insee (exploitants non-professionnels inclus) et 31 emplois salariés.
Le nombre d’exploitations professionnelles, selon les enquêtes Agreste du ministère de l’Agriculture, a chuté depuis un quart de siècle : il est de 83 en 2010, contre 188 en 2000, et 210 en 1988 (soit une perte de 55 % des exploitations). Les plus fortes pertes ont été enregistrées dans l’arboriculture, avec la disparition de 90 établissements en une dizaine d’années. Il reste encore 10 exploitants pratiquant la polyculture, les éleveurs ont disparu de la commune. De 1988 à 2000, la surface agricole utile (SAU) a baissé de 25 %, de 2 018 à 1 523 ha. Cette baisse s’est poursuivie lors de la dernière décennie, à 1 108 ha.
Une partie de la commune, essentiellement la plaine descendant sur la Durance (environ la moitié du terroir de la commune), est consacrée à l’agriculture, qui est concurrencée dans tous les secteurs par l’urbanisation. Les terres alluviales fertiles permettent la culture des céréales (blé, maïs) et féculents (pour un quart des exploitations), ainsi que des arbres fruitiers (pommiers, pêchers). Sur les coteaux tournés vers la Durance et dans la plaine, on trouvait traditionnellement les oliveraies, les vignes ainsi que quelques vergers : la moitié des exploitants de la commune cultivent de ces cultures permanentes. Ces plantations se sont aussi développées dans la plaine.

#### Oléiculture

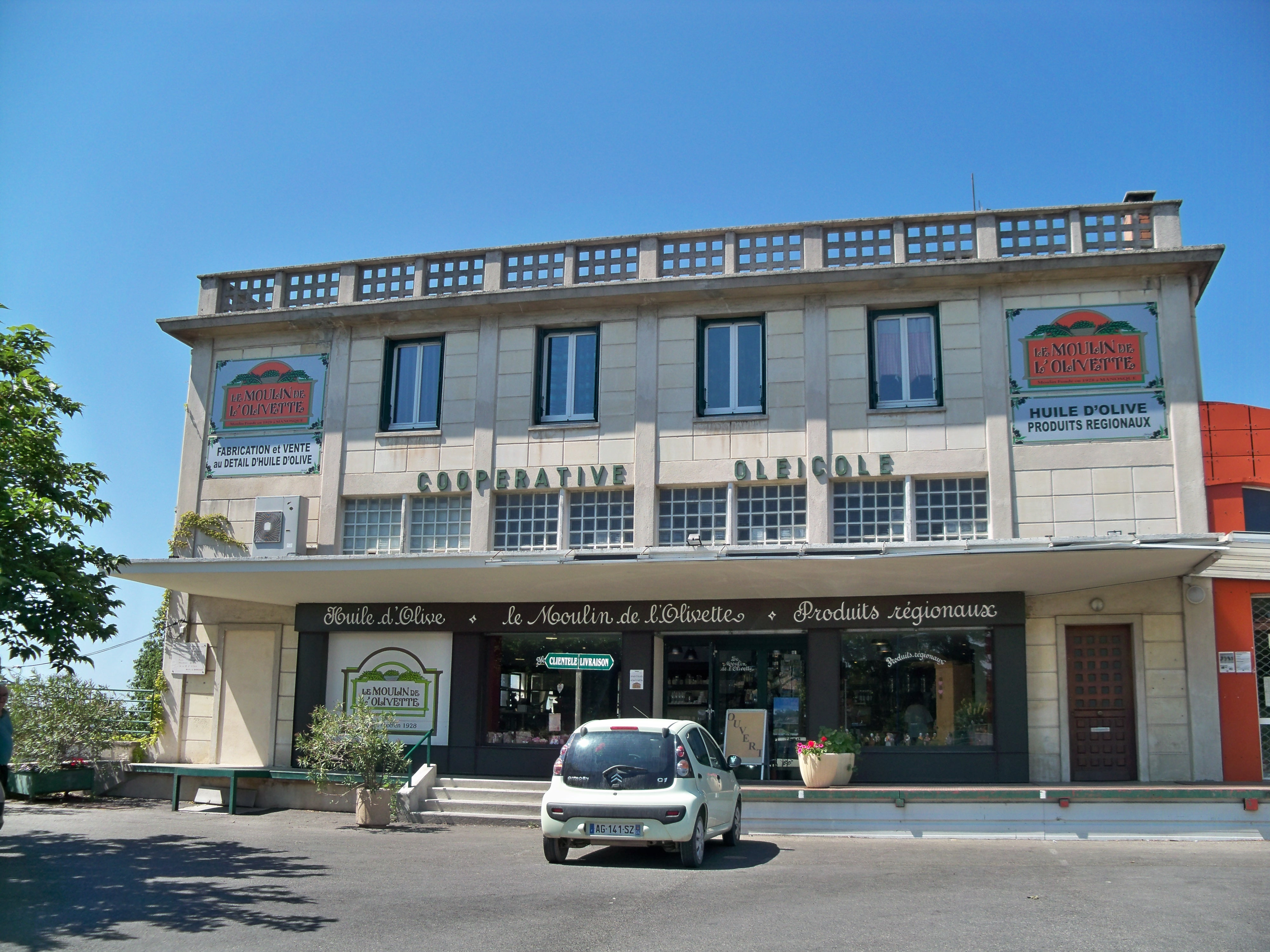
Coopérative oléicole de Manosque.

À Manosque, l’oléiculture est soutenue par le groupement des oléiculteurs de Haute-Provence et du Luberon. Alors que la production d’huile d’olive était très importante jusqu’au début du XXe siècle (avec 200 000 pieds et 632 ha), elle s’effondre pour tomber à 23 300 pieds en 1994. Le renouveau de l’oliveraie a ét subventionné par le ministère de l'Agriculture et le parc du Luberon. Outre son rôle économique, l’oliveraie peut aussi être utile dans la limitation des incendies de forêt, en tenant le rôle de pare-feu.
Les oliviers sont essentiellement cultivés pour la production d’huile d’olive de qualité, alliée à une requalification des paysages, l’olivier étant aussi utilisé comme symbole de la culture provençale à des fins touristiques. C’est dans cette optique que 12 ha ont été remis en culture sur le Mont-d’Or, symbole de la ville. En 2005, l’oliveraie atteint 34 000 pieds et 236 ha. Cette activité agricole, qui est souvent le fait de non-agriculteurs, a un impact important sur la ville. Le moulin de l'Olivette, moulin à huile coopératif situé dans la ville, a reçu de nombreuses distinctions nationales et notamment plusieurs fois la médaille d’or de Paris.
La contribution de l’oléiculture au paysage autour de la ville est importante, lui donnant le caractère méditerranéen apprécié des touristes. Les collines à proximité de la ville, comme le Mont-d’Or ou Toutes-Aures, sont couvertes d’oliveraies, de la variété Rosée-du-Mont-d'Or, ce qui en fait des lieux de promenade.

#### Vigne

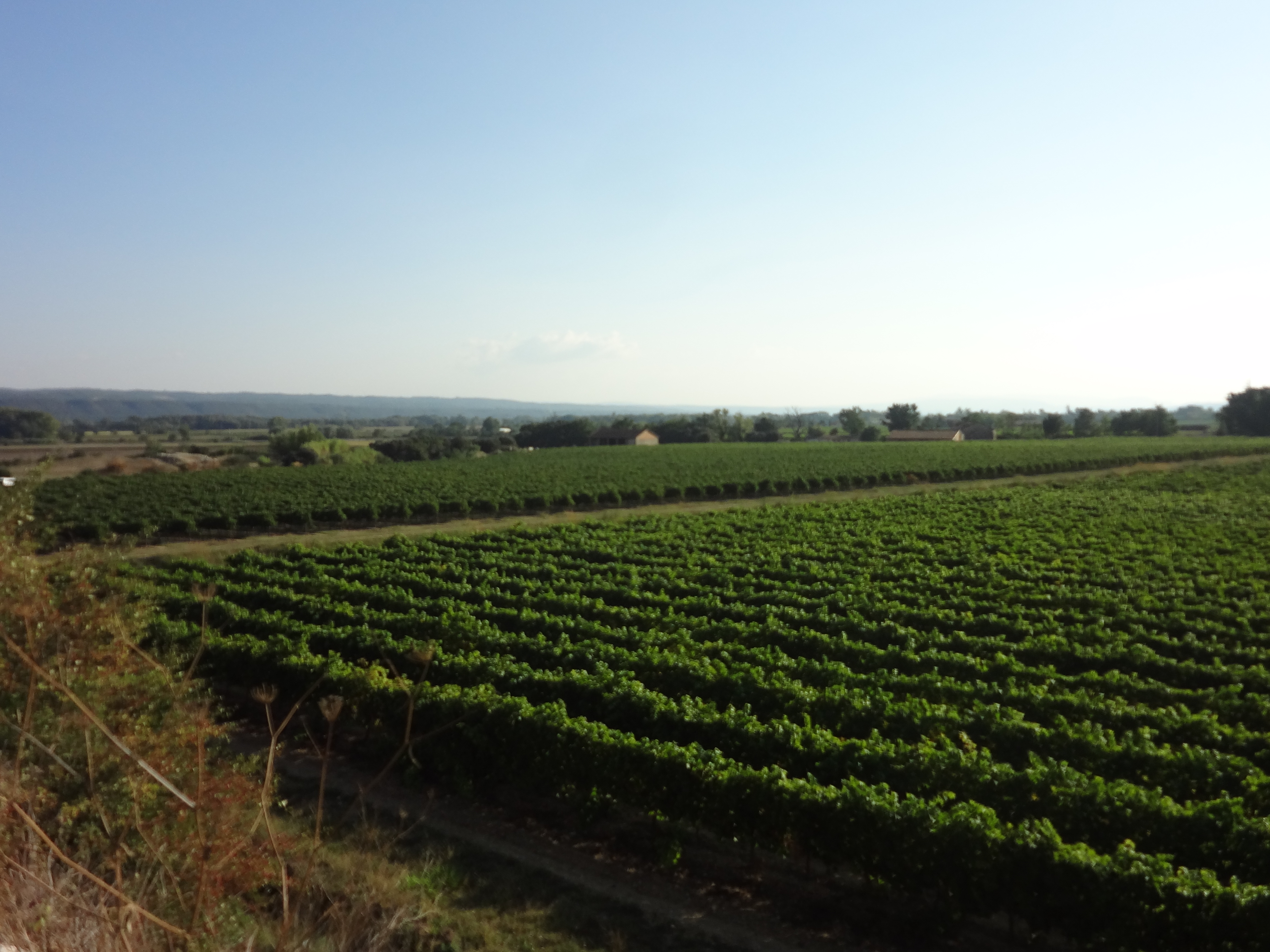
Vigne dans la plaine de la Durance.

La vigne, composante de la triade méditerranéenne, est présente anciennement. Au XIXe siècle, le vin produit est destiné à l’autoconsommation, sa qualité permettant de le vendre sur les marchés régionaux. Actuellement, 123 ha sont plantés en vigne, et la commune est la deuxième productrice de vin du département, sous les labels de vin de pays des Alpes-de-Haute-Provence et AOC Pierrevert,.

### Industrie

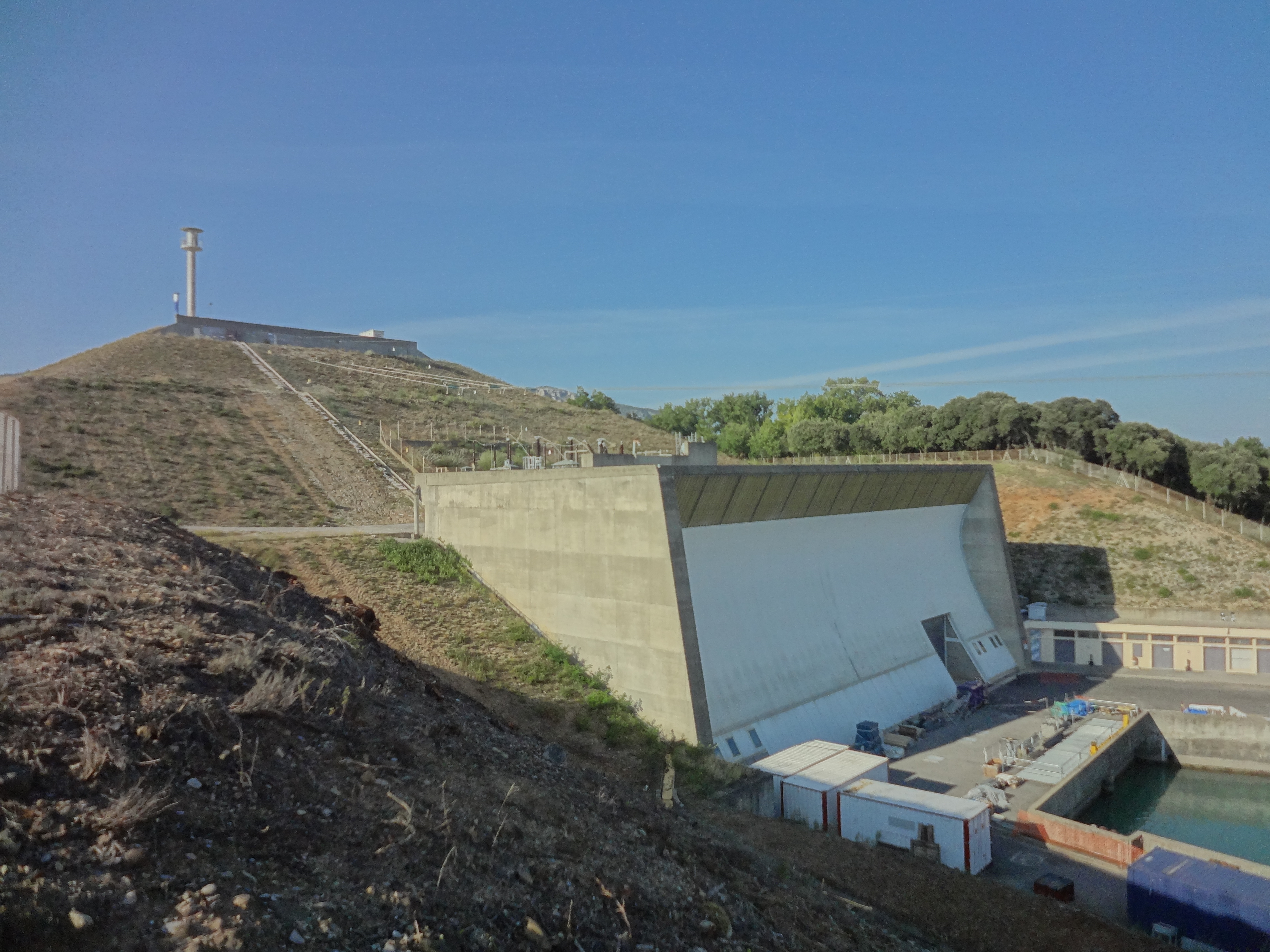
Centrale électrique utilisant les eaux du canal EDF.

Bien que Manosque n’abrite pas d’industrie lourde, il existe une activité industrielle significative, le secteur secondaire (industrie et construction) comptant fin 2010 373 établissements, et employant près de 1 900 salariés. Ces entreprises sont concentrées à plus de 67 % dans le bâtiment et les travaux publics (BTP), mais avec seulement un tiers des emplois salarié du secteur. Quelques activités sont emblématiques :
- l’industrie cosmétique (en particulier l'usine de L'Occitane en Provence[147]) ;
- l’industrie agro-alimentaire (huile d’olive au moulin de l'Olivette, pizza de Manosque par Brossard) ;
- le stockage souterrain de produits pétroliers et de gaz naturel assuré par Géosel et Géométhane respectivement depuis 1971 et 1993[1].

La ville est le siège d’une antenne de la chambre de commerce et d’industrie des Alpes-de-Haute-Provence.
Les principaux établissements sont :
- dans le secteur agro-alimentaire : La Pizza de Manosque, fabricant industriel de pizzas, 48 salariés[148] ;
- dans le secteur du BTP et de ses fournisseurs :
  - Lazard, fabrication d’agrégats routiers (30 salariés[149]) ;
  - D’Angelo, BTP (43 salariés[150]) ;
  - Imbert André (SEEAP), installation électrique, 68 salariés[151] ;
  - STM Nervi, BTP, 40 salariés[152] ;
  - CERTP (Construction entretien des réseaux), 51 salariés[153] ;
  - le siège de l’entreprise Travaux électriques du Midi, qui emploie 60 salariés[154], est installé à Manosque[155] ;
  - Sud Télécom (40 salariés)[156] ;
- dans le secteur des cosmétiques, L’Occitane emploie 265 salariés[157].

Technic Aviation est un atelier de mécanique spécialisé dans l’entretien des avions à hélice qui emploie 30 salariés.
L’industrie de pointe est représentée par SDMS Provence et sa filiale Astriane Didact. SDMS Provence produit en salles blanches des appareils en métaux à soudure complexes pour les industries de l’espace, de l’armement et la recherche scientifique, et emploie 76 salariés,. Astriane Didact est spécialisée dans les outils de formation scientifique et technologique (20 salariés). Parmi les plus gros employeurs de ce secteur, figure encore EBIM avec une centaine de salariés.
Une centrale hydroélectrique utilisant les eaux de la Durance détournée dans le canal EDF est implantée sur la commune depuis 1969,. La centrale photovoltaïque de La Fito est implantée sur l’ancien crassier de la mine de Gaude et fonctionne depuis décembre 2009, avec une puissance de 4,1 MW (soit la consommation d’une ville de 2 700 habitants).
Des gisements de gypse, lignite, de sel ont été exploités à Manosque.

### Activités de service
Fin 2010, le secteur tertiaire (commerces, services) comptait près de 2 000 établissements (avec plus de 5 200 emplois salariés), auxquels s’ajoutent les 450 établissements du secteur administratif (regroupé avec le secteur sanitaire et social et l’enseignement), salariant plus de 3 200 personnes.
Dans le secteur commercial, de nombreux grossistes sont installés à Manosque, dont :
- Cabus et Raulot, grossiste électrique, avec 230 salariés[165] ;
- Abram, grossiste en produits métallurgiques et quincaillerie, et qui emploie 46 salariés[166].

Le transporteur routier Charbonnier emploie 122 salariés. Le concessionnaire Renault emploie 52 salariés.
ATP Environnement, 18 salariés, est un cabinet d’études sur l’environnement.
Le groupe PROMAN, 5e acteur du travail temporaire en France, a été fondé à Manosque et y possède toujours son siège social.
Les établissements de santé et maisons de retraite emploient environ deux cents salariés. Trois hypermarchés sont installés à Manosque, employant avec les supermarchés plus de 600 salariés.

#### Tourisme
D'après l’Observatoire départemental du tourisme, la fonction touristique est d’une importance moyenne pour la commune, avec moins d’un touriste accueilli par habitant, l’essentiel de la capacité d'hébergement étant marchande. Plusieurs structures d’hébergement à finalité touristique existent dans la commune :
- plusieurs hôtels[172], dont en 2008 deux non classés[173], cinq classés deux étoiles[174] et deux classés trois étoiles[175] (un nouvel hôtel trois étoiles a ouvert en 2012[176]). La capacité hôtelière des hôtels classés est de 242 chambres[176] ;
- un camping une étoile[177] avec une capacité de 116 emplacements[178] ;
- plusieurs meublés labellisés[179] ou non labellisés[180] ;
- des chambres d’hôtes[181] ;
- du côté des hébergements collectifs, on trouve une auberge de jeunesse et un gîte[182].

Les résidences secondaires apportent un complément non négligeable à la capacité d’accueil : au nombre de 176, elles représentent la moitié des logements. Parmi les résidences secondaires, 56 possèdent plus d’un logement,.

## Culture et patrimoine

### Site archéologique
- Cimetière juif médiéval:

Découvert fortuitement en 2020 lors d'un terrassement pour la construction d'une maison individuelle, à plus d'un kilomètre du bourg et à 400 mètres d'un castrum médiéval, sur le versant méridional de la colline de Toutes-Aures, y furent retrouvées 201 sépultures sur une parcelle de 773 mètres carrés concernés, mais s'étendant beaucoup plus loin. Les analyses radiocarbones donnent la majorité des sépultures mises à jour du XIIIe siècle, les plus anciennes remontant à la fin du XIIe siècle. Les sépultures sont axées sud-ouest/nord-est avec la tête des défunts  orientées au sud-ouest. 60% étant des adultes dont 60% sont des femmes. Les hommes et les femmes étant inhumés dans des parties distinctes il est difficile de faire des statistiques l'ensemble du site ne pouvant être fouillé. L'âge moyen des populations inhumées est de 48 ans pour les hommes et de 55 ans pour les femmes. Parmi les rares documents ayant traits à ce lieu de sépultures, un bail dans lequel la Chambre des Comptes d'Aix cède le 4 avril 1503 au notaire Jean de Crossio l'ancien cimetière des juifs de Ménisque, confisqué en 1501 par la Cœur. Le terrain est d'environ deux saumées de surface. Le terrain fouillé ne représente donc que 13% du cimetière initial

### Lieux et monuments

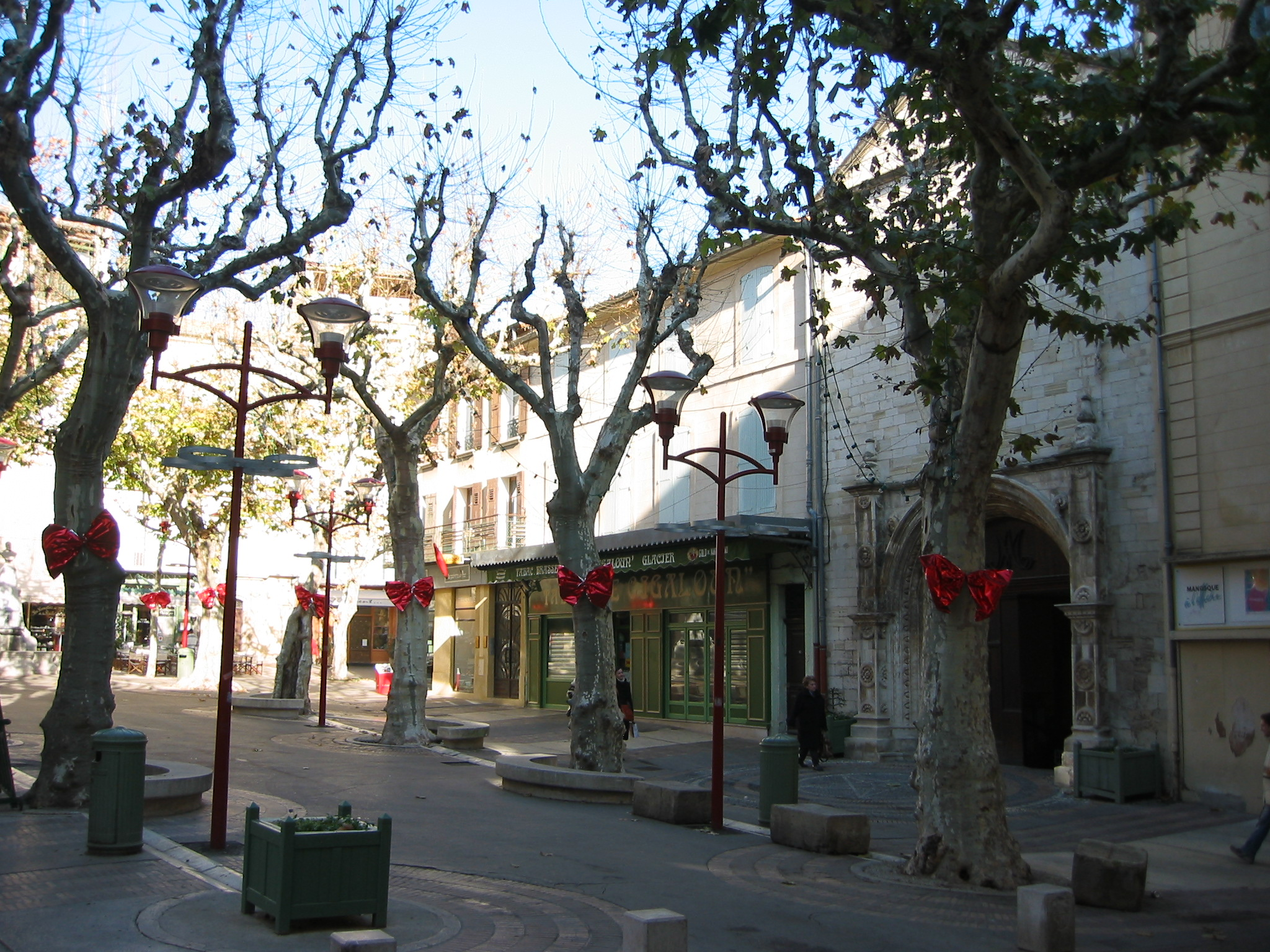
Place de l’Hôtel-de-Ville.

La vieille ville, caractérisée par un plan en forme de poire, est entourée de boulevards qui ont remplacé les anciens remparts dont il ne reste que quelques vestiges, comme les portes Saunerie et Soubeyran, d’où une séparation très nette avec le reste de la ville. Avec de hautes maisons bordant des rues étroites, la vieille ville est restée typiquement provençale. La construction et l’urbanisme obéissent à des règles strictes, et la circulation des voitures y est restreinte.

### Art religieux

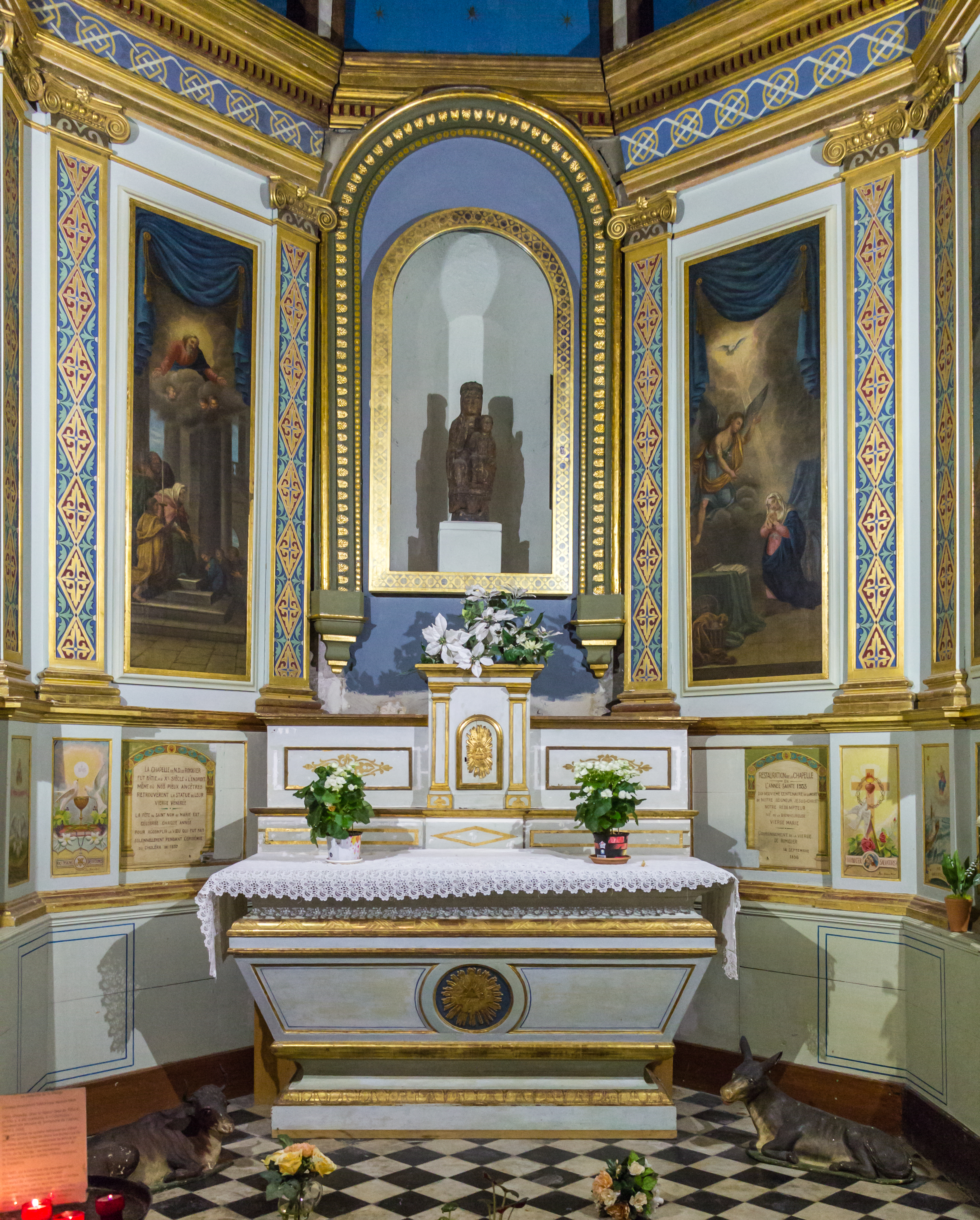
Autel de l’église Notre-Dame de Romigier et sa Vierge en marbre de Pierre Puget.

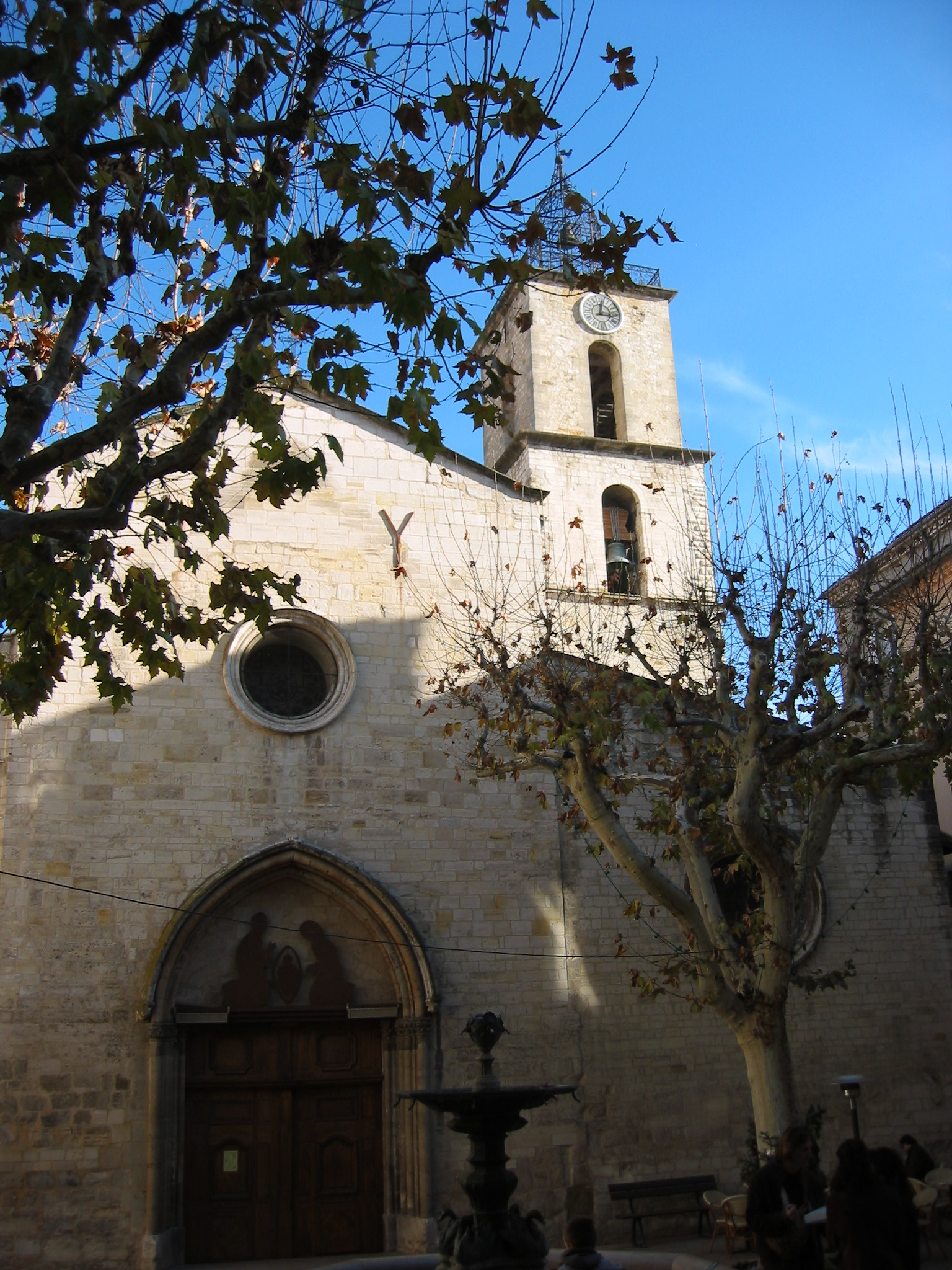
Église Saint-Sauveur

La vieille ville possède deux églises catholiques :
- Notre-Dame de Romigier, située au 10 place de l'Hôtel de ville, est une église romane classée Monument historique[185]. Elle a été restaurée au XVIIIe siècle. L’église abrite une statue de la Vierge noire (la plus vieille de France, selon Serge Panarotto[186]), et accueille sur sa façade une Vierge en marbre de Carrare sculptée par Pierre Puget. Dans une chapelle, à l’extrémité du bas-côté gauche, se trouvent un autel formé d'un sarcophage en marbre du IVe siècle et une statue en bois du XIIe siècle : Notre-Dame de Romigier. L’autel est un sarcophage du Ve siècle[65]. Elle contient aussi la croix de Manosque.
- Saint-Sauveur, place Saint-Sauveur, est une église de style romano-gothique (XIIe et XIIIe siècles), classée monument historique[187]. Son campanile s’est écroulé lors du séisme de 1708.

La ville compte divers autres monuments religieux catholiques :
- le couvent des Observantins (XVe et XVIe siècles), inscrite à l’inventaire supplémentaire des monuments historiques[188] et transformée en logements ;
- Le couvent de la Présentation, classé monument historique[189] ;
- la chapelle Saint-Pancrace, qui domine la ville sur la colline de Toutes Aures.

#### Lieux de cultes d'autres confessions
- L’église Protestante Unie, rue du Temple ;
- L’église orthodoxe, paroisse Saint Cassien, 9 Rue d'Aubette ;
- L'église évangélique ADD, 177 Rue des Ponches ;
- L’église de Jésus-Christ des saints des derniers jours, zone Industrielle, Centre Actiplus, boulevard Saint-Joseph ;
- L'église néo-apostolique Manosque, espace Mirabeau, 157 avenue Jean Giono ;
- La mosquée El Nasr.

### Places
Les places les plus importantes dans la ville moderne sont :
- la place du Terreau, la plus vaste, au sud-ouest du centre. Un château était autrefois construit à cet endroit. Elle sert de parking payant sauf les jours de marché ;
- la place de l’Hôtel-de-Ville, au carrefour des quatre rues partant vers les quatre portes de la ville ;
- la place Marcel-Pagnol, entre la place de l’Hôtel-de-Ville et la porte Soubeyran.

Le marché se tient sur ces trois places le mercredi et le samedi.

### Architecture militaire

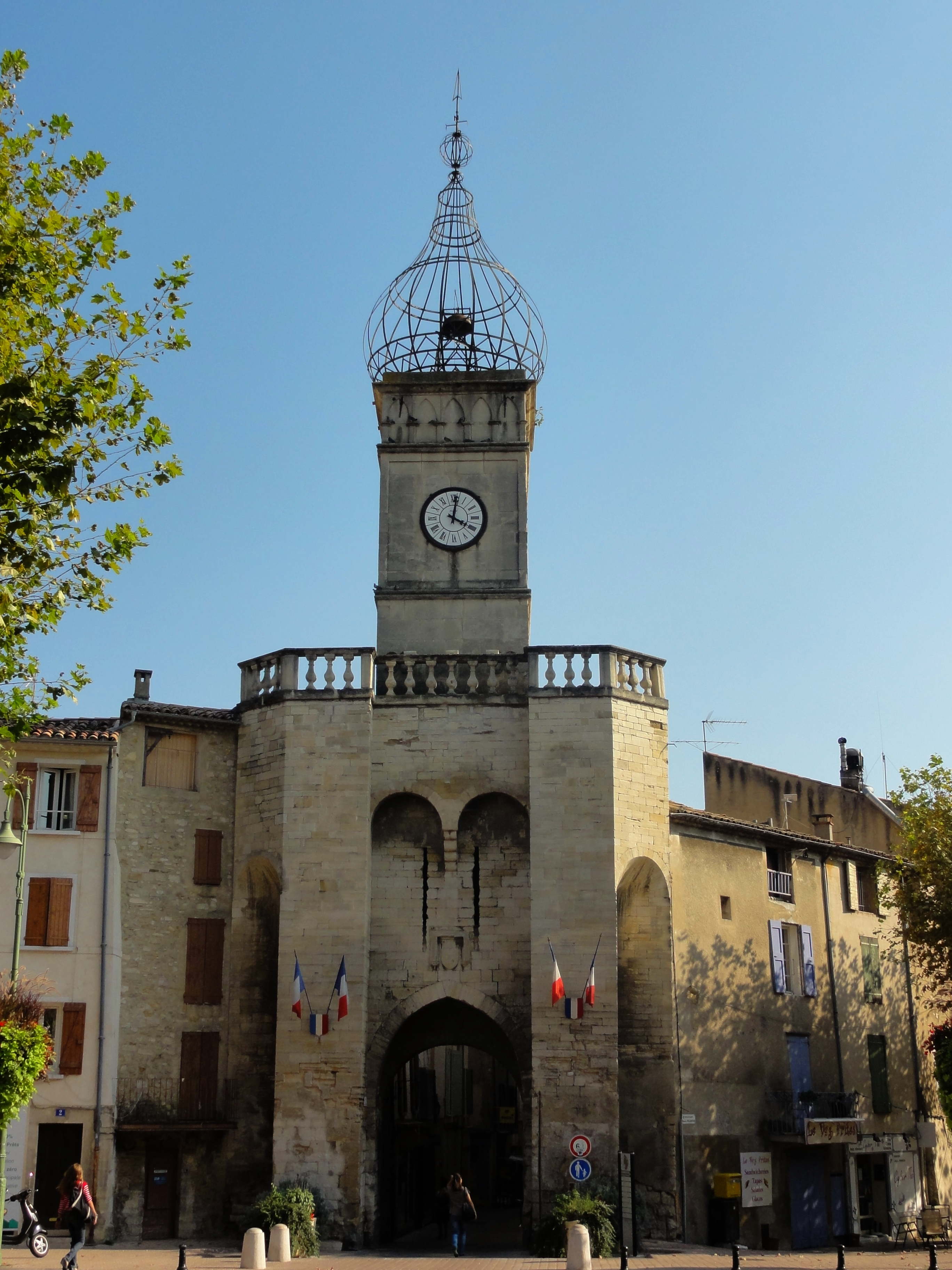
La porte Soubeyran.

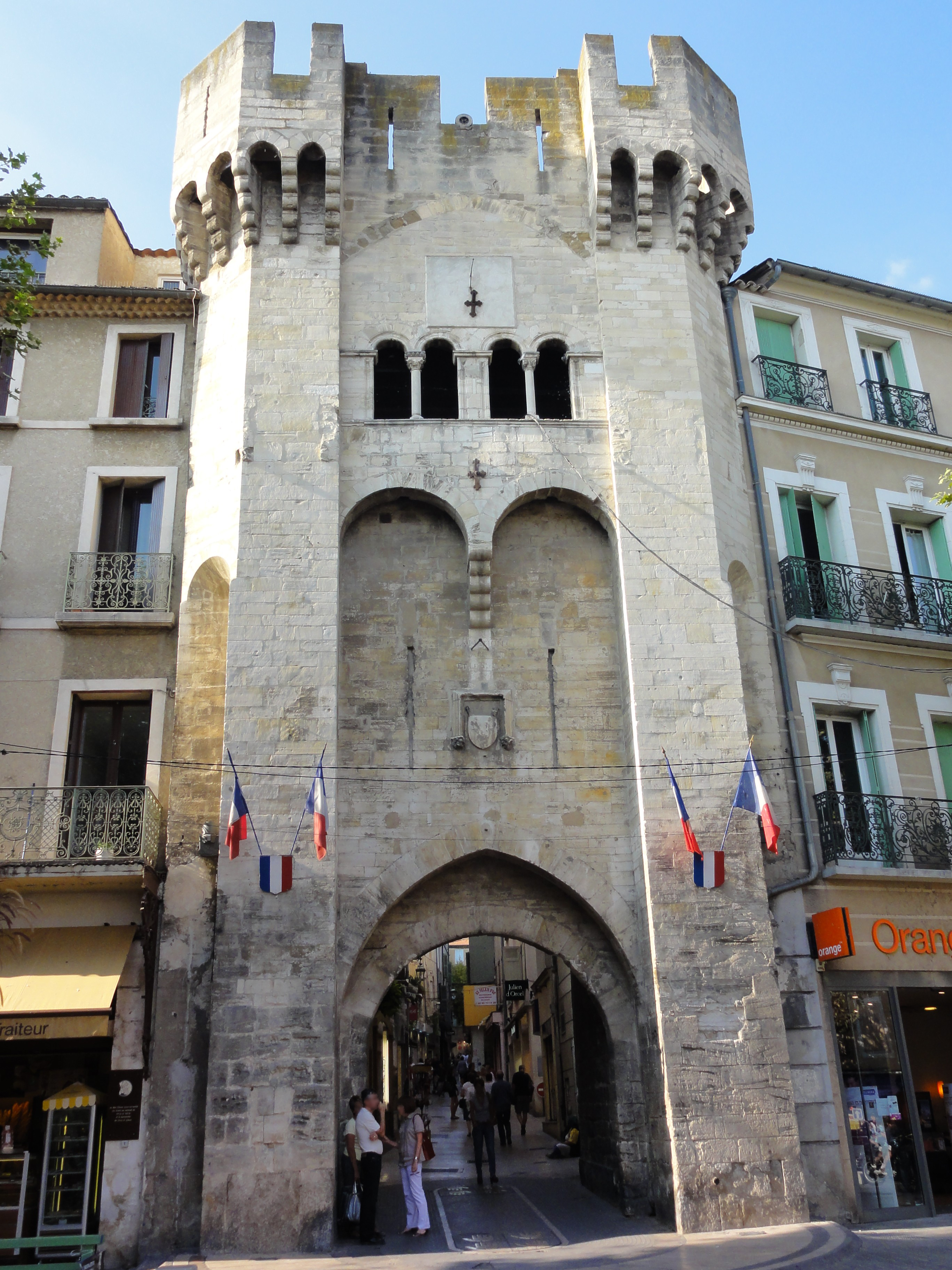
La porte Saunerie.

Quatre portes défendaient les entrées de la ville, autrefois :
- la porte de la Saunerie, terminée en 1382, de style roman, classée monument historique[190]. C’est la porte sud du centre ancien. On pense que son nom provient de sa situation à proximité de la rue Saunerie, où le sel était acheminé — et où les cochons étaient saignés, selon les historiens. En effet, Saunerie vient du provençal saunarié qui signifie abattoir[191]. Le quartier des abattoirs, souvent proche de celui des tanneurs, se trouvait à la périphérie des villes médiévales, du fait de l’odeur qui y régnait. Le corps central de la porte Saunerie est défendu par deux assommoirs. Les deux tourelles latérales sont couronnées de mâchicoulis ;
- la porte du Soubeyran, construite au XIVe siècle, sauf le campanile qui a été ajouté en 1830. C’est la porte nord du centre ancien. Cette porte, restaurée, est décorée d’une balustrade de pierre. Elle est inscrite monument historique[192] ;
- la porte Guillempierre, dont la décision de destruction est intervenue le 8 février 1835, a été reconstruite en 1986[193]. C’est la porte ouest du centre ancien ;
- la porte d’Aubette, détruite et non reconstruite. C’était la porte est du centre ancien.
- l’ancien château du Mont-d’Or, duquel il reste une tour du XIIe siècle ruinée (inscrite aux monuments historiques[194])

### Le pont sur la Durance
Un premier pont suspendu est construit en 1838–1843, mais il est emporté par la crue millénale de novembre 1843 quelques jours avant son inauguration. Sa reconstruction est achevée en 1847. Il est restauré une première fois en 1891. Financé par le trésor royal et garanti par le péage (payé jusqu’en 1882), il mesure 200 m de long et 5 m de large.
Il est remplacé par un nouveau pont en 1939, en service pendant 80 ans, portant une travée de 205 m, pour une largeur de 6 m, avec deux trottoirs. Il a été endommagé par des bombardements en 1944 ; certains câbles ont été changés en 1956, d’autres en 1989.
Un nouvel ouvrage a été mis en service en août 2019, remplaçant l'ancien en raison de sa vétusté. Il se trouve quelques mètres en amont de ce dernier, dont seule la pile de rive droite a été conservée et transformée en belvédère.

### Architecture civile
- l’hôtel de ville : bâtiment de style Renaissance, inscrit aux monuments historiques[197] ; dans la salle du conseil, il est possible d'admirer une remarquable mosaïque datée de la fin du IVe siècle, dite mosaïque de la villa Pèbre, découverte en 1859 près de Vinon-sur-Verdon et composée de trois scènes (dont « les 3 grâces » et « Bacchus chez Ikarios ») ;
- l’école de musique : vestiges des couvents des Carmes et des Observantins ;
- l’hôtel d’Herbès : bâtiment de style XVIIe, abritant la bibliothèque municipale ;
- la maison de Jean Giono : située dans le quartier « Lou Paraïs », cette demeure où vécut l’écrivain de 1930 à sa mort en 1970 et où il créa la plus grande partie de son œuvre, est ouverte gratuitement à la visite sur rendez-vous exclusivement ; elle est inscrite aux monuments historiques[198] ;
- le château de Gassaud, ancienne résidence de la famille de Loth, (monument historique[199]) ;
- l’ancien hôpital (du XVIIIe siècle) , qui a été détruit.

Le pont du Moulin-Neuf, vestige de la mine de Gaude situé à proximité de la gare, est orné de peintures et d'un wagonnet en 2013.

### Personnalités liées à la commune
- Économie
  - Olivier Baussan, fondateur de L’Occitane et d’Oliviers & Co.
- Physicien
  - Félix Esclangon (1905-1956), né et enterré à Manosque
- Médecin
  - Pierre Gérard Vassal (1769-1840), médecin et chirurgien né à Manosque
- Écrivains
  - Philippe Sylvestre Dufour (1622 - vers 1687), réfugié huguenot, moraliste, banquier et apothicaire, né à Manosque, auteur d'un traité sur le thé le café et le chocolat, et d'instructions morales
  - Marc-Antoine Laugier (1711-1769), né à Manosque, écrivain jésuite et critique musical[200] considéré comme le père du naturalisme
  - Joseph-Toussaint Avril (1775-1841), né et mort à Manosque, marchand drapier, poète et lexicographe de langue d’oc, auteur de chants et d’un dictionnaire provençal-français.
  - Damase Arbaud (1814-1876), né et mort à Manosque, médecin, écrivain et historien, connu notamment pour son travail de collectage de chants traditionnels provençaux, il fut maire de Manosque de 1843 à 1848.
  - Lazarine de Manosque (1848-1899), née à Manosque, poétesse et félibresse provençale.
  - Élémir Bourges (1852-1925), né à Manosque, romancier et journaliste.
  - Louis Denis-Valvérane (1870-1943), né à Manosque, peintre, illustrateur et félibre provençal, disciple de Frédéric Mistral et ami de Charles Maurras. Certaines de ses toiles sont conservées à l’hôtel de ville de Manosque.
  - Jean Giono (1895-1970), né et mort à Manosque, enterré au cimetière ancien de Manosque (une des premières tombes à gauche de l'entrée, sous un olivier).
  - Jules Coupier (1919-2020), écrivain, traducteur et lexicographe né à Manosque.
  - Maurice Chevaly (1921-2020), né à Manosque, écrivain, comédien, journaliste et conférencier.
  - Pierre Magnan (1922-2012), né à Manosque, écrivain passionné de Provence.
  - René Frégni, né à Marseille, vit à Manosque.
  - Catherine Poulain, écrivain et aventurière, a quitté « Manosque-Les-Couteaux » vers ses vingt ans pour pêcher en Alaska.
- Ecclésiastique
  - François-Antoine Arbaud (1768-1836), évêque de Gap, est né à Manosque
- Personnalités politiques
  - François Joseph de Pochet (1729-1794), homme politique né à Manosque, député du tiers aux États généraux de 1789.
  - Jean Raffin, (1742-1826), né et mort à Manosque, homme politique, député à la Législative en septembre 1791.
  - Adolphe Defarge (1836-1910), homme politique, maire de Manosque, député des Basses-Alpes de 1902 à 1903, sénateur de 1903 à 1910.
  - Pierre Augier (1910-1963), député de Vaucluse, et maire de Pertuis, né à Manosque.
  - Christian Girard (1952-), député des Alpes-de-Haute-Provence né à Manosque.
  - Marie-José Allemand (1970 -), députée des Hautes-Alpes née à Manosque.
- Acteurs
  - Christian Barbier (1924-2009) vécut à Manosque les dernières années de sa vie et y mourut.
  - Hafsia Herzi, née à Manosque en 1987.
  - Grégory Basso, né à Manosque en 1974, comédien et chanteur français, participant aux émissions de télé réalité.
- Artistes
  - Le compositeur Adolphe Blanc est né à Manosque le 24 juin 1828 [201].
  - Le peintre Ralph Rumney a vécu à Manosque les dernières années de sa vie.
  - Le musicien de jazz Olivier Gatto, né à Manosque en 1963.
  - Le groupe de rock français Café Bertrand.
  - L'auteur compositeur interprète Usthiax (de son vrai nom Mathias Berthier).
- Sportifs
  - Le pilote de motocross Jean-Michel Bayle, né à Manosque en 1969.
  - La nageuse Esther Baron fait partie du club EP Manosque.
  - Le coureur cycliste professionnel Julien El Fares, né à Manosque en 1985.
  - Le coureur cycliste Édouard Fachleitner (1921-2008), surnommé le berger de Manosque, 2e du tour de France 1947.
  - Le demi-fondeur (800 m) Florent Lacasse.
  - Le footballeur Jessy Pi, né à Manosque en 1993.
  - Le footballeur Romain Montiel, né à Manosque en 1995.
  - Le footballeur Francis Isnard qui a joué à l'OGC Nice.
- Les Justes parmi les nations

### Films tournés à Manosque
- 1923 : Cœur fidèle, drame de Jean Epstein. On peut percevoir la Place du Terreau[202].
- 1960 : Les gens de lettres, docu-drama de court métrage de Léonce Peillard et Henri Champetier[203], dans lequel Jean Giono est interviewé à Manosque.
- 1981 : Les Babas-cool, comédie de François Leterrier avec Christian Clavier, Marie Anne Chazel et Anémone.

### Odonymie
(Liste non exhaustive)

### Héraldique
| Blason de Manosque | Blasonnement : Écartelé d’azur et de gueules à quatre mains appaumées d’argent,. La ville a pour devise : « Omnia in manu Dei sunt » (« Tout est dans la main de Dieu »). |

On ne connaît pas vraiment l’origine des armoiries de Manosque. Cependant, plusieurs auteurs, dont Damase Arbaud et Louis de Bresc, ont avancé diverses hypothèses.
- La main représenterait avec ses cinq doigts les cinq anciens villages qui se sont regroupés pour former le bourg au XIVe siècle. Les quatre mains représenteraient les quatre quartiers et les quatre portes de la ville médiévale.
- Peut-être s’agit-il d’armes parlantes : les Manosquins auraient pris la main pour emblème croyant que le nom de leur ville (manuesca dans les chartes du Moyen Âge) dérivait du mot latin manus désignant la main.

Selon Claude-François Achard, la ville de Manosque avait pour devise, avant celle figurant ci-dessus, « Urbs Florida » (« La ville fleurie »), en souvenir du passage de la reine Jeanne à Manosque en 1370 au moment où tous les amandiers étaient en fleurs. À cette occasion, elle avait appelé cette ville « Manosque la fleurie ».